# 이스라엘의 종교
이스라엘의 종교 (2016년)
이스라엘의 종교는 유대인들의 민족 종교인 유대교로 주로 나타난다. 이스라엘 국가 정부는 자신들의 국가를 '유대인 및 민주 국가'로 공표하고 있고 유대인들이 대다수를 이루는 전세계의 유일한 국가이다 (유대 국가 참조). 이스라엘 내 다른 신앙들에는 이슬람교 (주로 수니파), 기독교 (대부분 멜키트 및 정교회), 드루즈교 등이 있다. 종교는 이스라엘의 국가 및 민간에서 중요한 역할을 하고 있고, 거의 대부분의 이스라엘 시민권자들은 정부의 14개 종교 공동체의 구성원으로서 자동적으로 등록되는데, 이 공동체는 개인의 신분에 대한 몇몇 사항들에 대해 통제권을 발휘하는데, 대표적으로 혼인 문제가 있다. 정부가 공인한 종교 공동체들은 정통파 유대교 (이스라엘의 최고 랍비가 관리), 이슬람교, 드루즈교, 천주교 (라틴 교회, 아르메니아 가톨릭교회, 마론파, 멜키트 그리스 가톨릭교회, 시리아 가톨릭교회, 칼데아 가톨릭교회 등 포함), 그리스 정교회, 시리아 정교회, 아르메니아 사도교회, 국교회, 바하이교 등이 있다.
2022년 기준 이스라엘 인구의 종교 소속은 73.6%가 유대교, 18.1%이 이슬람교, 1.9%가 기독교, 1.6%는 드루즈교이었다. 나머지 4.8%에는 사마리아교와 바하이교 외에 '종교적으로 분류되지 않는' 신앙들이다.
유대인계 이스라엘인들이 기술적으로는 모두 정통파 랍비의 관할권 아래에 놓여 있으나, 개인적 견해는 정통주의에서부터 무교 및 무신론까지 대단히 다양하다. 이스라엘의 유대인들은 주로 신앙 준수 정도에 따라 네 가지 축을 기준으로 자신들을 분류하며 가장 비종교적인 그룹에서 가장 종교적인 그룹으로 '힐로니' (세속주의), '마소르티' (보수주의), '다티' (종교적 시온파 포함한 종교주의 및 정통주의), '하레디파' (극단적 종교주의 및 극단적 정통파) 등이 있다.
이스라엘 법은 공인된 종교 공동체들에 상당한 특권과 숭배의 자유를 부여하고 있으나, 그러나 동시에, 이러한 보장이 그밖의 종교들에는 반드시 동일하게 적용되지 않을 수 있다. 퓨 연구센터는 이스라엘을 종교의 자유에 '높은 수준의 규제'가 있는 국가들 중 하나로 여기며 공인되지 못한 비정통 유대교 종교 운동에 대해서 제한 사항들이 존재한다. 퓨 연구센터는 '국내 종교적 긴장과 폭력 상태' 수준에서 이스라엘을 다섯 번째 높은 국가로 순위를 매겼다.

## 종교 인식

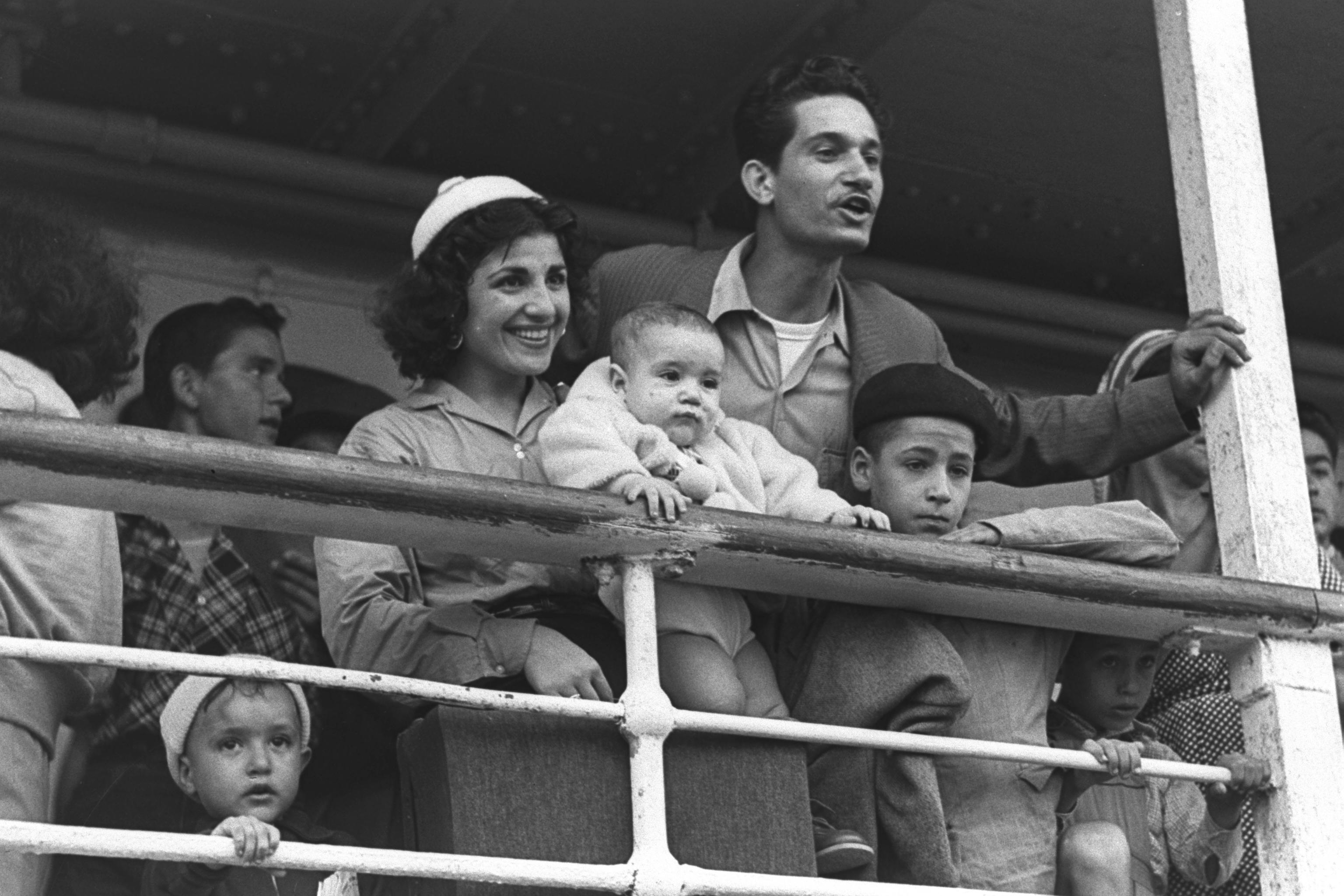
1954년 귀환법에 따라 이스라엘에 도착한 모로코의 유대인 이주자

2015년에 실시된 갤럽 조사에서 이스라엘인의 65%는 '종교가 없거나' '독실한 무신론자'이라고 하였고, 반면에 30%는 자신들이 '종교적'이라 하였다. 이스라엘은 전세계를 대상으로 한 종교 독실성 면에서 가장 종교적인 국가인 태국과 가장 비종교적인 중국 사이의 중간에 속한다.
1999년 기준, 유대계 이스라엘인의 65%는 신을 믿으며, 85%는 유월절 식사에 참여한다고 하였다. 2009년에 실시된 조사에서는 유대계 이스라엘인의 80%가 신을 믿으며, 그들 중에 46%는 스스로를 세속적이라고 정의내렸다. 이스라엘인의 과반수 (2/3)는 자신들을 유대교 종교 운동 (개혁파 유대교, 보수파 유대교)에 포함시키지 않는 경향이 있고, 대신에 자신들의 종교적 행위의 정도에 따라 자신들의 조종교 정체성을 정의 내리는 편이다.
2009년 기준, 유대계 이스라엘인의 42%가 자신들을 '세속적'이라 정의내렸으며, 다른 한편으로, 8%는 '하레디'(초종교적), 그 외의 12%는 '종교적'이고, 13%는 '전통적'(종교적), 25%는 '전통적' (비종교적)이라 했다.
2022년 기준, 유대계 이스라엘인의 45%는 자기 자신을 '세속적'이라 정의 내렸고 10%는 '하레디' (초정통주의), 33%는 '마소르티' (전통적), 12%는 '다티' (종교적 시오니즘을 포함한, 종교적 또는 정통파 유대교)라 하였다..
아랍계 이스라엘인들은 2008년 기준으로 82.7%가 무슬림들이고, 8.4%가 드루즈인, 8.3%가 기독교인들이었다. 기독교인의 약 80% 이상이 아랍계이며, 나머지는 옛 소련에서 유대인 친척들과 이주해온 이민자들이다. 기독교인의 약 81%는 아랍계 여성들에서 태어난다.
아랍계 인구는, 2010년 연구에서 8% 가량이 매우 종교적이라 자신들을 정의내렸고 47%가 종교적, 27%는 아주 종교적이지 않고, 18%는 종교적이지 않다고 하였다.

## 종교 집단

### 유대교
이스라엘의 대부분 시민들은 유대교인이다. 2022년 기준으로, 유대인들이 인구의 73.6%를 이룬다.

#### 세속-전통주의 분파

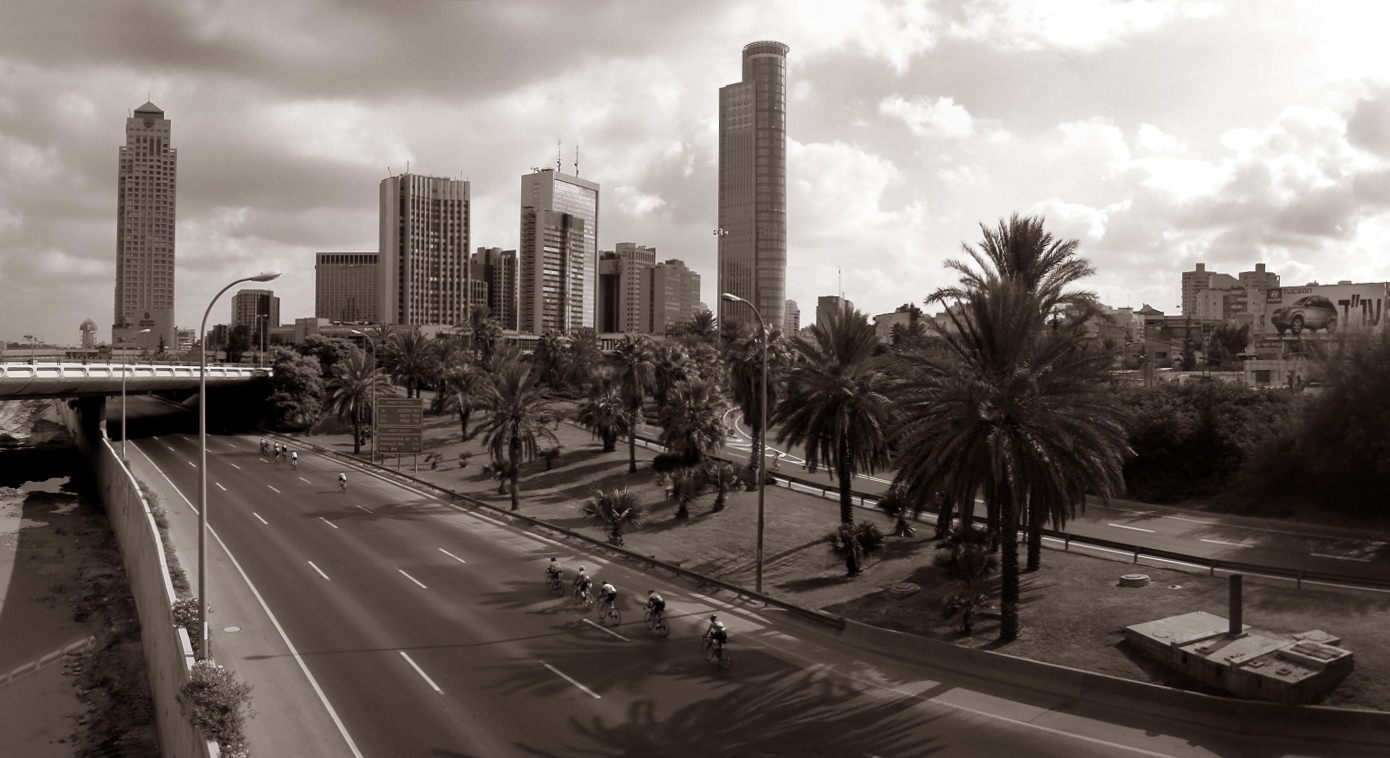
욤키푸르 텔아비브의 황폐화 된 아얄론 고속도로를 타고 내려가는 사이클리스트.

2007년, 이스라엘 민주 연구소가 실시한 조사에서 유대계 이스라엘인의 27%는 안식일을 지키고, 반면 53%는 이를 조금도 지키지 않는다고 하였다. 이 조사는 또한 응답자의 50%는 대중교통이 계속 유지되고 여가 활동이 계속해서 허용된다면 안식일 기간에 쇼핑을 포기할 수 있다라고 답했다. 한편 38%는 그런 타협 사항은 세속과 종교 공동체 간의 긴장감을 낮출 수 있을 것이라 생각했다.
"세속적" ('힐로니')과 "전통적" ('마소르티')이라는 용어가 분명하게 정의내려지지 않았기에, 공개된 '전통적'이라 여겨지는 유대계 이스라엘인의 비율의 추정치는 32%에서 55%에 이른다. 2015년에 실시된 갤럽의 한 조사에서 determined that 이스라엘인의 65%는 자신들이 '종교적이지 않거나' '독실한 무신론자'라고 말하였으며, 한편 30%는 '종교적'이라고 하였다. 이스라엘은 전세계를 대상으로 한 종교의 독실성 면에서 가장 종교적인 국가인 태국과 가장 비종교적인 중국 사이의 중간이다. 유대계 이스라엘인에 대한 종교 운동에 대한 종교 소속에 관하여 2013년에 이스라엘 민주 연구소에서 의뢰된 이스라엘 민주주의 지표는 응답자의 3.9 퍼센트가 개혁 (진보) 유대교에, 3.2는 보수 유대교, 26.5는 정통 유대교에 속한다고 하였다. 응답자의 3분의 2는 자신들이 어떠한 종파에도 소속감을 느끼지 못하거나 답하기를 거부하였다. 그렇지만, 세속주의자/힐로니들이 어떠한 영성의 형태가 없다는 것을 의미하는 것은 아니다.
모든 유대교 분파를 포함하는 가운데, 과거의 세속적 삶의 방식을 거부하고 종교적으로 독실해지는 것을 택하는 세속주의 유대인들에 대하여, 현재 성장세를 보이고 있는 바알 테슈바 (유대교 복귀자) 운동 역시도 존재하며, 이들을 위한 많은 교육 프로그램과 예쉬바들이 갖춰져 있다. 대표적 예시가 아이쉬 하토라로, 이스라엘 유력층 내 일부에서 공개적인 지지를 받은 바 있다.
동시에, 세속적 삶의 방식에 맞춰, 전자와 반대 방향의 상당한 움직임 역시 존재한다. 현재 두 개 중 어느 성향이 더 강한 지에 대해서는 논쟁의 여지가 존재한다. 최근 조사에서는 이스라엘 내 세속적 유대인 공동체의 사람들 수가 2009년의 하락세를 이어가고 있음을 보여준다. 현재 세속주의자는 42%만을 구성하고 있다.

#### 정통주의 분파
이스라엘에는 '정통주의'라고 하는 분파가 존재하며, 여기서 다시 일부 중요한 차이점들이 존재한다.

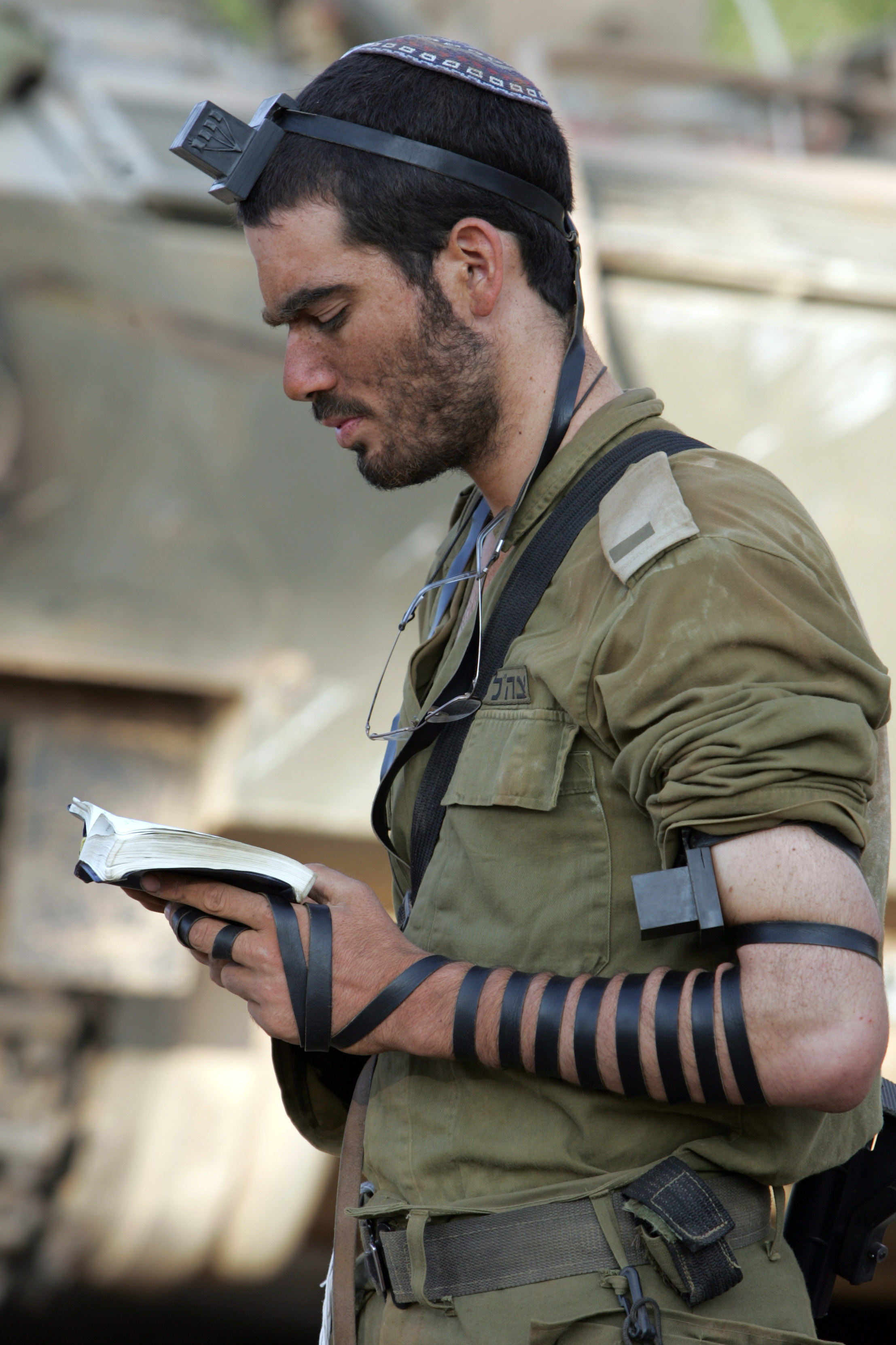
테필린을 한 체 기도하는 이스라엘 방위군 병사 아사엘 루보츠키.

소위 '정통주의'라고 불리는 분파에는 흔히 칭하는 '다티'(dati, 종교적) 또는 '하레디파' (초정통주의)가 존재한다. 전자에는 이른바 종교적 시온주의 혹은 '민족적 종교' 공동체 (및 미국식 용어인 현대 정통주의)와 더불어 지난 십여 년간 '하라달' (Haredi-Leumi, 초정통주의 민족주의자)로 알려진 이들이 포함되는데, 하라달은 대개 '하레디'적인 생활 방식에 민족주의 (즉 친시온주의)의 사상을 결합하고 있다.

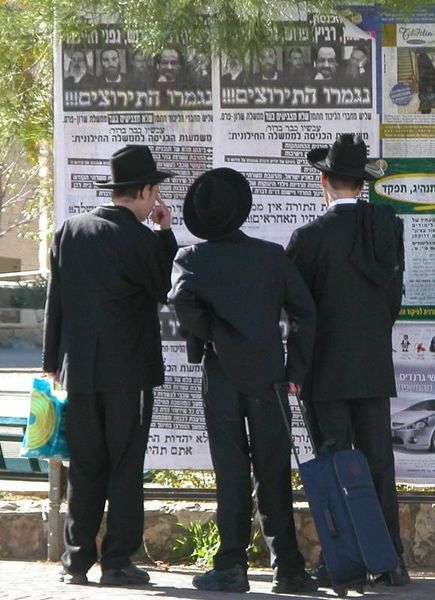
2004년 예루살렘의 하레디 유대인

하레디는 앞서 언급한 '하레달'을 제외한, 인종 및 사상에 따라 세 개의 별개 집단으로 대략적으로 나눌 수 있는 군중들에게 적용된다: (1) "리투아니아인/Lita'im" '하레딤'계 아슈케나즈 ("독일-유럽계" 기원으로, 비-하시디즘 전통주의 즉 미스나그딤 신자가 두드러진다), (2) 하시딤 '하레딤'계 아슈케나즈 (대부분이 동유럽 계통), (3) '스파라디 하레딤' (미즈라흐 포함).
초정통주의 분파는 상대적으로 젊고 2020년에는 그 수가 110만 명이 넘어가며 수도 많은 편이다 (전체 인구의 14 퍼센트).

#### 유대교의 비전통주의 분파

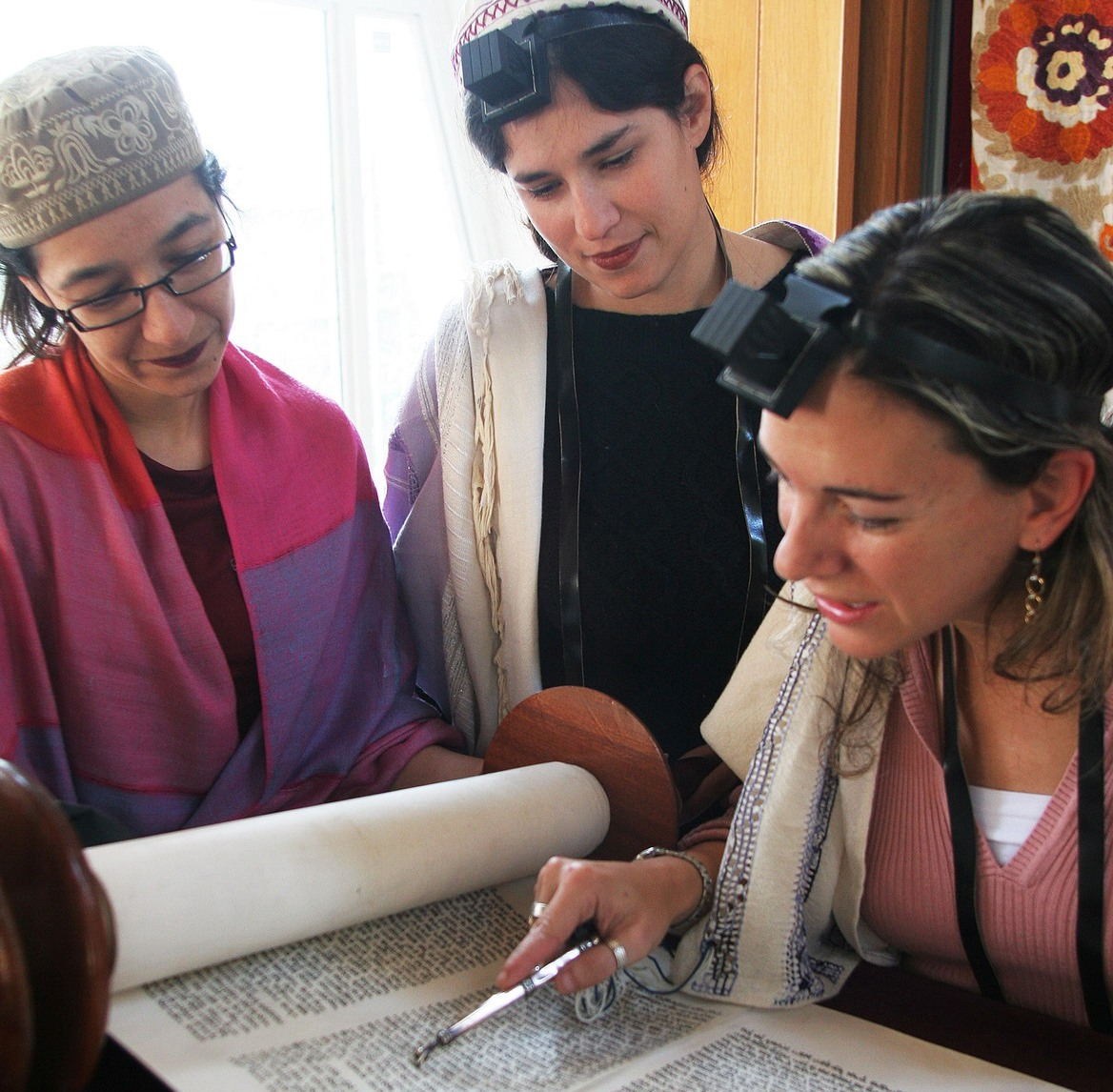
이스라엘의 보수파 여성 랍비

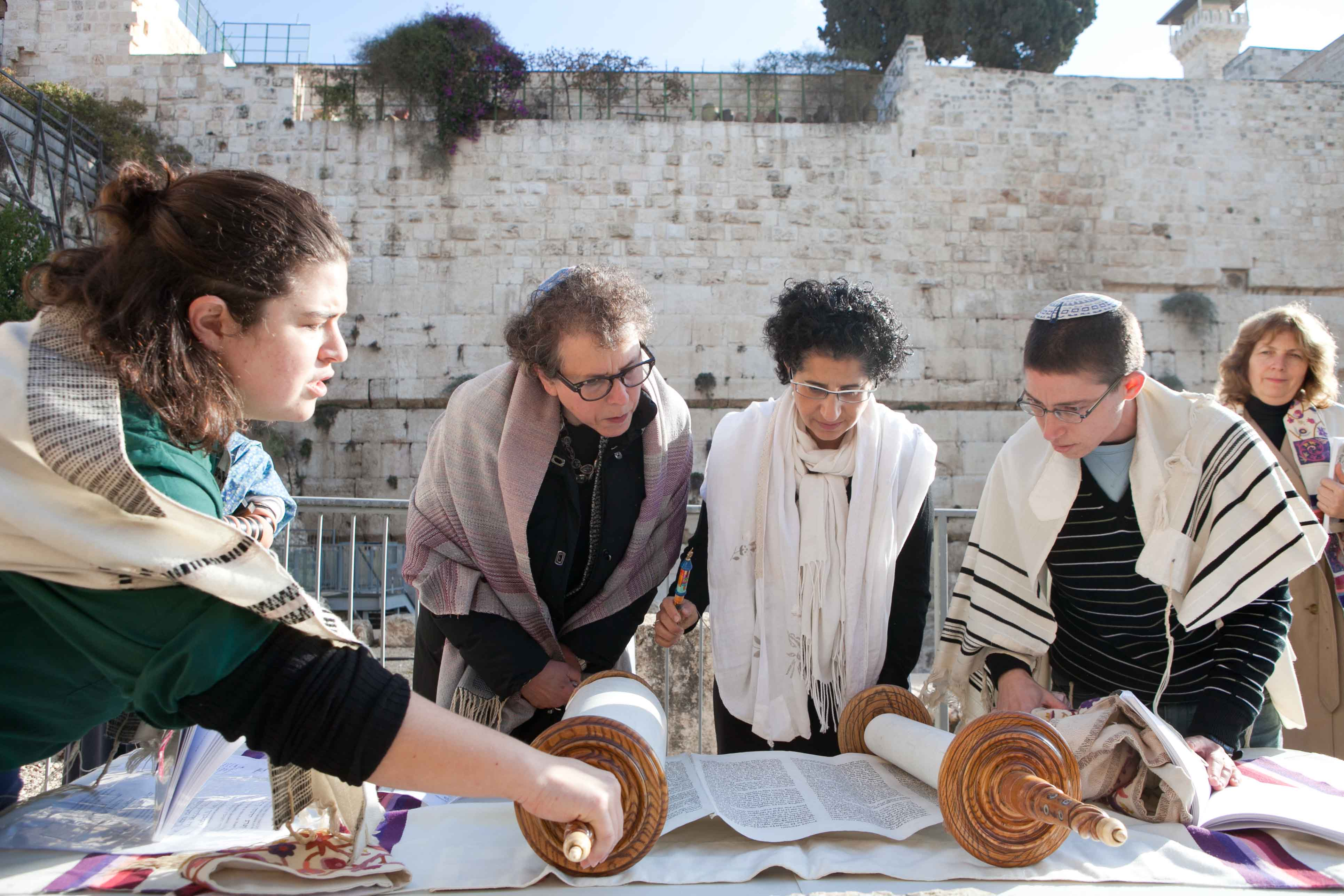
2012년 예루살렘에서 열린 아나트 호프만 (오른쪽)과 함께 하는 WoW의 토라 낭독

보수파, 개혁파 (개혁 및 진보 유대교를 위한 이스라엘 운동), 재건주의, 인본주의 유대교 (세속 인본주의 유대교를 위한 국제 연구소) 및 그 외 신설된 비정통주의 유대교의 종교 운동 등이 유대계 이스라엘인들에 존재한다. 이스라엘 민주 연구소에 따르면, 2013년 기준 이스라엘의 유대인 중 대략 7 퍼센트는 개혁파 및 보수파 유대교라고 인식하였으며, 퓨 연구센터에서 실시한 조사에서는 5%가 그렇게 답하였고, 미드감 (Midgam)의 조사에서는 3분의 1이 "특히나 개혁파 유대교라고 여긴다고 나타났는데, 이는 특히 정통파 유대교와 동일시하는 사람들의 수와 거의 비슷한 수준이었다. 엘리엇 넬슨 도프 (Elliot Nelson Dorff)같은 소수의 작가들만이 이스라엘의 사회 조직 '마소르티' (전통주의자)가 서구권의 유대교 보수파 (마소르티) 운동과 같은 것으로 여기는 가운데, 이는 보수파 유대교를 사회의 큰 영역과 연관된 이스라엘 내 주요 종파로 이해하게 한다.
랍비청은 개혁 및 보수 운동에대 대해 대단히 반대하고 있고, 이들이 "유대교의 뿌리를 뒤흔들고 있다"라고 말하며 그 운동은 동화를 야기하고 "정통 유대교와도 관련성이 없다"라고 한다. 그렇지만 랍비청의 관점은 유대계 이스라엘인들의 대다수의 의견을 반영하지는 않는다. 2016년 5월에 공개된 유대계 이스라엘인들에 대한 한 연구 결과에서 응답자의 72 퍼센트는 하레디가 말하는 개혁파 유대교인들은 진정한 유대인들이 아니라는 주장에 동의하지 않았다. 이 조사는 또한 유대계 이스라엘인의 3분의 1이 진보 (개혁 또는 보수) 유대교로 인식하고 거의 3분의 2는 개혁 유대교가 이스라엘에서 정통 유대교와 동일한 권리를 가져야 한다는 것에 동의한 점을 보여주었다. 이 보고는 개혁 및 진보 유대교를 위한 이스라엘 운동가 2년마다 열리는 제52회 컨퍼러스를 앞두고 실시한 것이었다.

#### 세속–종교의 현황
1948년 이스라엘 건국 당시에 정통 유대교 분파들과 다비드 벤구리온이 합의한, 이스라엘의 종교 현황은 유대교가 이스라엘의 행정부와 사법 체계에서 역할을 수행한다는 것에 동의한 것이었다. 이 합의는 1947년 6월 19일 아구닷 이스라엘에 벤구리온이 보낸 서신을 기초로 하고 있다. 이 합의에 따라, 현재까지 대부분의 측면에서 여전히 시행되고 있는 사항들은 다음과 같다:
- 수석 랍비청은 카슈루트, 안식일, 유대교의 장례 및 혼인, 이혼, 개종 등의 개인적 지위 문제에 대한 권한을 가진다.
- 하레디 지역의 거리들은 안식일 때 차량 통행이 제한된다.
- 안식일 때는 대중교통이 없으며, 대부분의 상가들은 휴업한다. 그렇지만, 하이파에서는 대중교통이 운행을 하는데, 이 지역은 영국 위임통치 당시에 아랍 인구가 많았기 때문이었다.
- 코셔 식당으로서 광고하길 원하는 식당은 수석 랍비청의 허가를 받아야만 한다.
- 비코셔 음식에 대한 정보는 금지되어 있다. 이런 금지 사항에도 불구하고, 소수의 돼지 농장이 백색육을 판매하는 업소에 공급하고 있으며, 이는 특정 인구 집단, 특히 1990년대 러시아 이민자들 사이에서의 수요로 인해 이루어지고 있다. 종교 현황에도, 대법원은 지방 정부는 과거의 보통법으로 제정되기도 했지만 돼지고기의 판매를 금지할 수 없다는 판결을 2004년에 내렸다.

그럼에도 불구하고, '현황'에 대한 일부 위반 사항들은 일반적인 것이 되었으며, 대표적으로 안식일 기간 몇몇 교외 지역의 가게들이 영업을 하는 등이다. 이것이 법과 대조적이지만, 이스라엘 정부는 대체로 이를 눈감아 주고 있다.
이스라엘 정부가 시민권자들의 모든 종교적 자유를 가능하게 할 수 있음에도, 민간 결혼식은 허용하지 않고 있다. 정부는 자국 내에서 이뤄지는 어떠한 종류의 민간 혼인 또는 비종교적 이혼을 금지하고 불허하고 있다. 이 때문에, 일부 이스라엘인들은 이스라엘 밖에서 혼인을 하기도 한다. '현황'의 많은 부분들은 유대교의 혼인, 유대교의 이혼 과정, 개종, 이민 목적의 누가 유대인인가의 문제 등의 수석 랍비청의 엄격한 통제에 대한 세속 이스라엘인들의 문제 제기를 받고 있다.
이스라엘의 교육부는 제한된 자율성을 부여하고 공통의 핵심 교과 과정을 지닌, 다양한 신앙을 가진 세속 및 정통 유대교 학교를 동시에 운영하고 있다.
최근 몇 년간, 세속 인구 중에 이스라엘의 종교적 '현황'에 불만을 품으며 정교 분리를 옹호하는 쉬누이 같은 이들이 세력을 키우고 있으나, 많은 성공을 거두지는 못 했다.
오늘날 세속 이스라엘계 유대인들은 자신들이 종교적이지 않고 유대교 종교법을 준수하지 않으며, 민주주의적인 현대 국가로서의 이스라엘은 시민들에게 자신들의 의지에 반하는 종교 및 종교법의 준수를 강요하지 말아야 한다고 주장한다. 정통주의 이스라엘계 유대인들은 정교 분리가 이스라엘의 유대인적 정체성 종말에 기여를 할 것이라 주장한다.
현황에 대한 첫 도전의 신호는 노동당 정부가 독립 이후에 몰락하고, 메나헴 베긴을 중심으로 한 우익 연립 정부가 세워지며 1977년에 발생했다. 우익 성향의 수정주의적 시온주의는 사회주의 성향의 시온주의의 특징인 반종교적 수사라는 동일한 역사를 공유하지 않았기에, 항상 정통주의 세력들에 더 수용적이었다. 게다가, 베긴은 자신의 연립 세력을 형성하는 데 크네세트 (이스라엘의 단원제 의회)의 하레디들이 필요하였고, 온전히 토라 연구에 종사하는 이들에 대한 군면제의 수 제한 철폐를 포함하여 그들이 축적해왔던 것들보다 더 많은 권력과 이익을 그들 공동체에 제공하였다.
다른 한편으로, 세속주의 이스라엘인들은  1940년대와 1950년대의 상태를 기반으로 한 '현황'이 1980년대와 1990년대에서도 여전히 적절한지에 의문을 제기하였고, 자신들이 그 현황의 적절성에 관계없이 이를 변화시킬 문화적 그리고 제도적 도움을 가지고 있다고 주장하였다. 이들은 정통주의 세력의 혼인 및 이혼 같은 개인적 문제에 대한 통제에 문제를 제기하였고, 안식일 기간 (당시에는 유일한 이스라엘의 공휴일이었음)오락과 대중 교통의 부족에 분개하였으며, 최초에는 군면제의 해택을 본 학자들이 50,000명까지 늘어나며 군복무의 의무가 공평한지에 대해 의문을 제기했다. 마침내, 당시에는 소규모였지만 진보 및 보수주의 성향의 공동체들이 종교 문제와 관하여 하레디의 통제에 대안으로 자신들을 내세우기 시작했다. 그 누구도 '현황'에 대해 만족해하지 않으며 정통주의자들은 종교적 통제권을 키우기 위해 새로운 정체 세력들을 사용하고, 비정통주의자들은 그들의 통제력을 줄이거나 심지어는 없애버리려 하고 있다.

#### 수석 랍비청

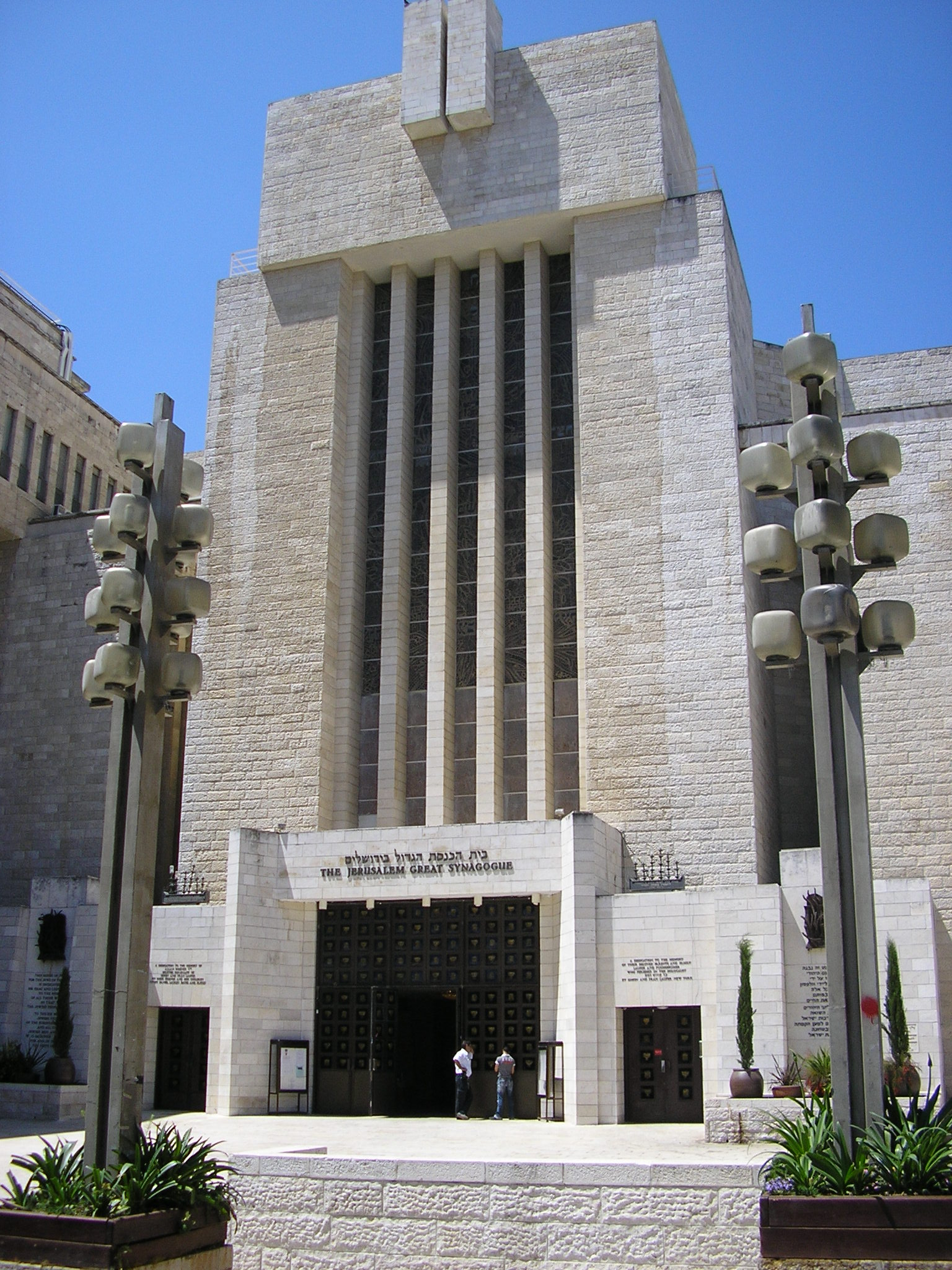
수석 랍비청의 본청 역할을 하는 예루살렘의 대 시나고그

영국의 팔레스타인 위임통치령 기간 영국의 행정부는 공식적인 아슈케나지-세파르디 공동 '랍비청' (rabbanut harashit)을 설립하였으며, 이 기관은 영국 왕실에 대한 엄격한 충성을 강조하는 영국의 모델을 기반으로 하여 유대인들의 삶을 강화하고 체계화하기 위한 노력의 일환으로써 세워졌는데, 유사한 방식으로 팔레스타인 내 유대인들의 종교적 생활 방식에 영향을 미치려는 의도로서 정통주의자들로 이뤄졌다. 1921년에, 랍비 아브라함 이사크 쿠크 (1864년–1935)가 초대 아슈케나지 최고 랍비로 선출되었고 랍비 야코브 마이르가 초대 세파르디 최고 랍비 (Rishon LeTzion)로 선출됐다. 랍비 쿠크는 종교적 시온주의 운동의 주요 인물로, 모든 이들에게 그의 세대 위대한 랍비로 인정받았다. 그는 세속적 유대인들의 에레츠 이스라엘에 유대 국가를 설립하려는 노력이 이스라엘 땅의 정착을 위한 신성한 계획의 일부로 여겼다. 이스라엘로의 귀환은 쿠크의 관점에서 단순히 박해로부터 유대인들을 구하려는 정치적 현상이 아니라, 이례적인 역사적이고 신학적 중요성을 띠는 사건이었다.

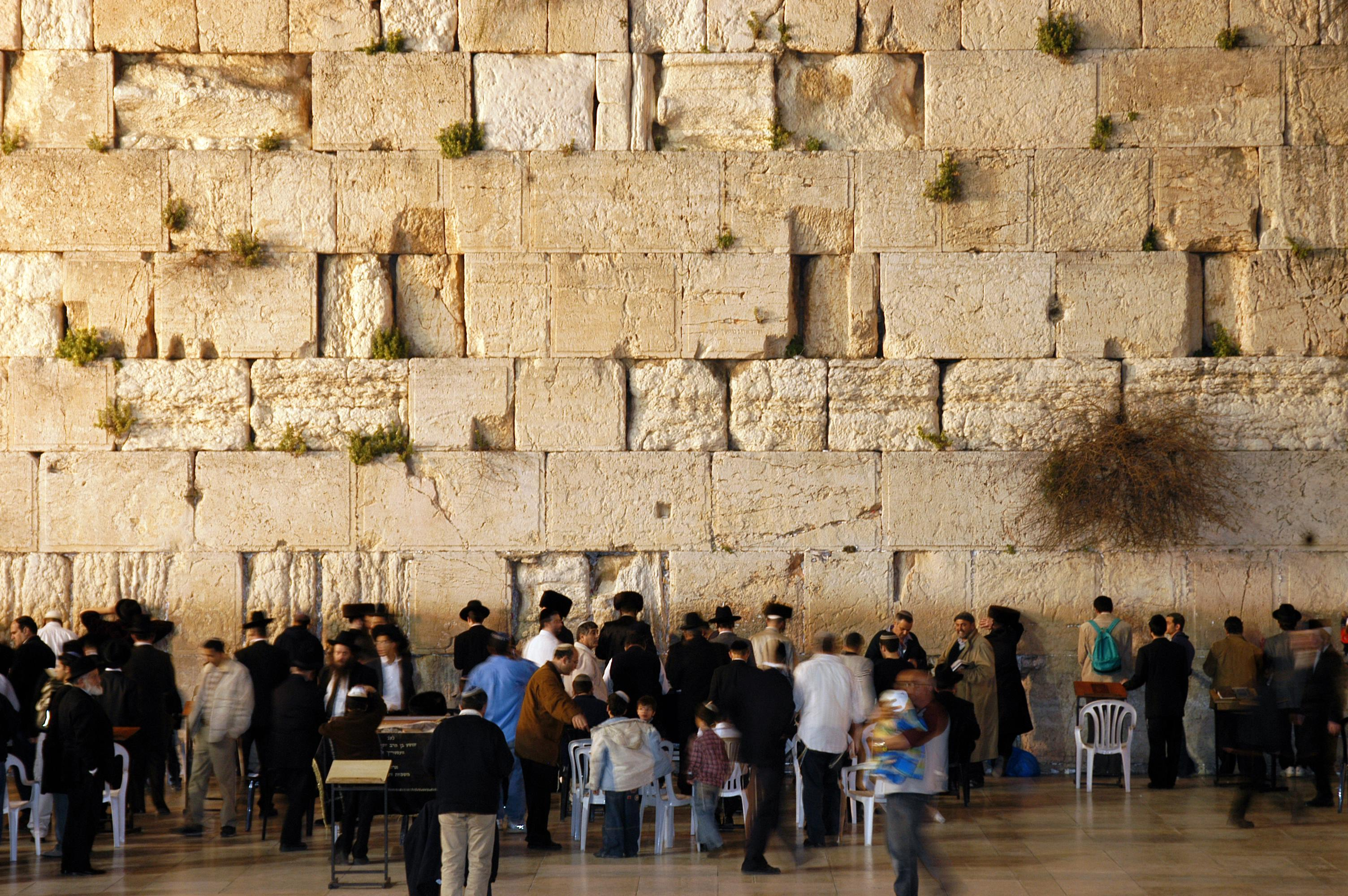
통곡의 벽은 이스라엘 수석 랍비청의 소관에 있다.

1917년 영국의 팔레스타인 정복에 앞서, 오스만 제국은 구 이슈브의 주요 랍비들을 주로 종교적 이유를 목적으로 거룩한 땅에 알리야(귀환)를 한, 수세기간 동유럽과 더불어 레반트의 열성적인 정통 유대인들의 대부분으로 이뤄진 소규모 유대인 공동체의 지도자로 승인하였다. 유럽의 이민자들은 초기에 'Vaad Ha'ir'로 알려진 단체로 뭉쳤고, 이후에 이 단체는 '에다 하차리디스'로 명칭을 바꾸었다. 튀르크인들은 팔레스타인의 랍비들을 오스만 술탄에게 충성적이었던 하캄 바시 (터키어로 주요 랍비)의 연장선으로 보았다.
따라서 정통파들이 지배한 수석 랍비청의 중심성은 1948년에 이스라엘이 건국됐을 당시 신 이스라엘의 일부가 되었다. 예루살렘의 ‘하이찰 슐로모’(Heichal Shlomo)에 본청을 둔, 이스라엘 수석 랍비청은 세속 국가 이스라엘 내 유대교적인 모든 종교적 측면들에 대한 독점적 지배력을 계속해서 행사했다. 여러 고위 랍비들과 영향력 있는 정치인들로부터의 ‘자문과 동의’라는 복잡한 체계를 거쳐, 각 이스라엘 도시와 마을은 자체적인 정통파 최고 랍비를 선출할 수 있으며, 이 랍비는 지역적, 전국적으로 종교적인 유대인은 물론 비종교적인 유대인들로부터도 존중을 받는다.
승인을 받은 정통파 아브 베이트 딘 판사들이 이끄는, 바테이 딘 (종교 법원)의 전국적인 조직망과 더불어, 각 지자체의 일부로서 존재하는 ‘종교 법원‘의 시스템을 통해, 이스라엘의 수석 랍비청은 방대한 통제력을 유지하고 유대교로 개종, 음식에 대한 코셔 허가, 유대교의 혼인과 이혼에 대한 지위, 안식일 준수와 관련한 일부 법률의 감독을 요청 시 모니터링과 조치, 유월절 (특히 하메쯔의 판매 및 소유권에 관한 문제가 발생했을 때), 농업 분야에서 안식년과 희년의 준수 등 나라의 사실상의 모든 문제들에 대해 최후의 발언권을 갖고 있다.
이스라엘 방위군 역시 전적으로 정통파로 이뤄진 유대교 군종 사제들에 있어서 수석 랍비청의 승인에 의존한다. 이스라엘 방위군은 종교적 시온주의 예시바 수학생들의 독특한 종교적 요청 사항들을 [[해결하기 위한 많은 부대들을 갖추고 있으며, 예시바 수학생들은 몇 년에 걸쳐 군 복무와 예시바 학업을 번갈아 수행하는 헤스데르 프로그램을 통해 복무한다.
이스라엘 민주 연구소가 2014년 4월과 5월에 실시한 조사에서 이스라엘인들은 종교 기관들에 대해 신뢰를 거의 보이지 않았다. 공공 기관 중에서 가장 신뢰하는 기관을 묻는 질문에 대해, 최고 랍비청은 29%의 신뢰도를 기록하며 가장 신뢰받지 못하는 기관 중 하나로 나타났다.

#### 카라이트 유대교

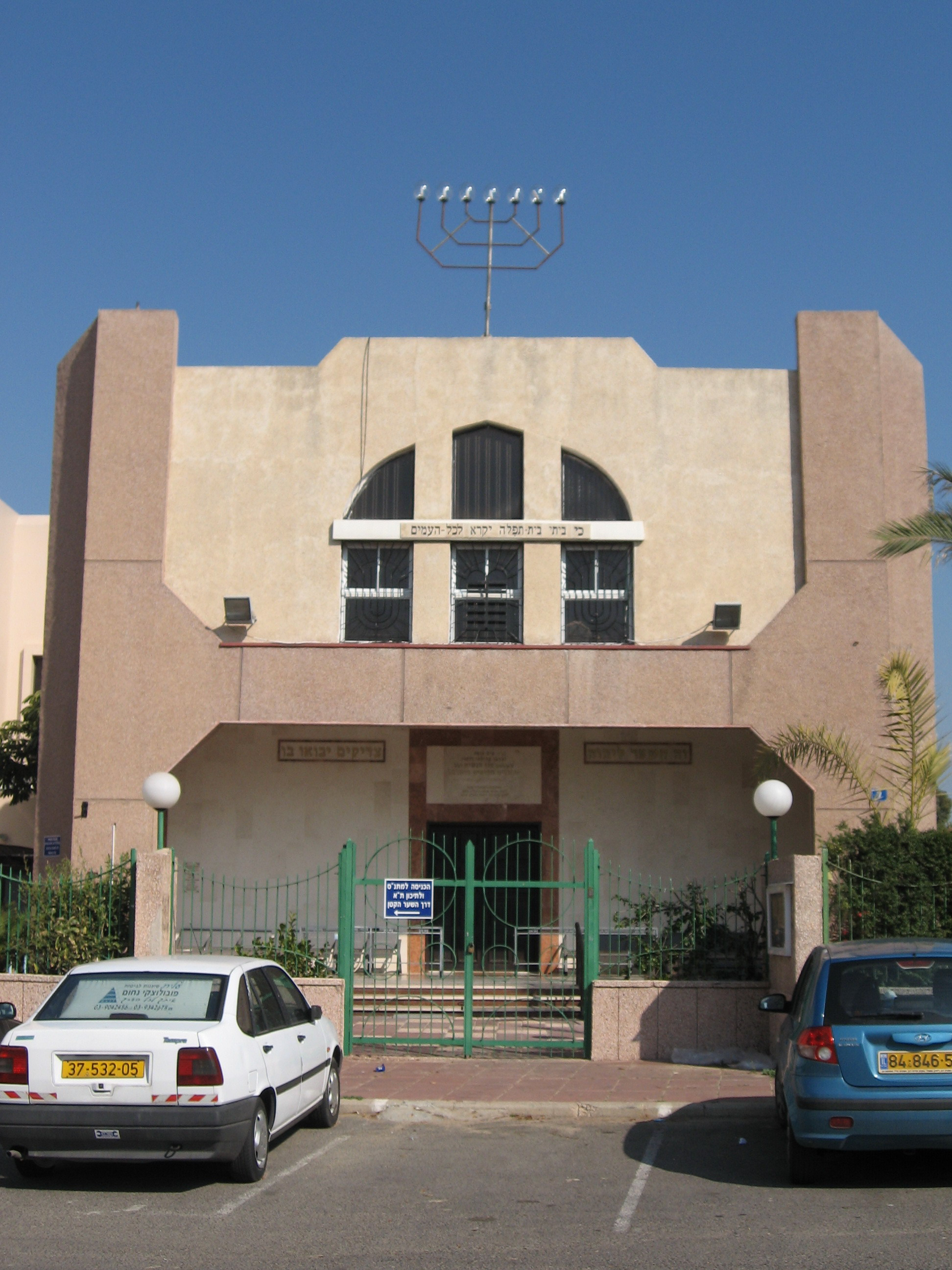
아슈도드의 카라이트 시나고그

카라이트 유대교도들은 오래된 유대교 공동체로, 문헌 자료에 따르면 표면적으론 7에서 9세기 사이로 추정되는 시기부터 랍비 유대교와는 다른 유대교의 형태를 따르고 있으며, 카라이트 측에서는 자신들의 전승이 최소한 다른 유대교의 종파들만큼이나 오래되었다고 주장하고 일부에서는 이들의 기원을 마소라파와 사두개파이라고도 본다. 한때 유대인 인구에서 상당한 비율을 차지했던, 이들은 현재 랍비 유대교에 비해 극도로 소수파에 속한다. 이들 인구의 거의 전체에 해당하는 30,000명에서 50,000명 사이가 현재 이스라엘에서 거주하고, 주로 라믈라, 아슈도드, 베르셰바 등에 위치한다. 전세계에 추정상 10,000명의 추가적인 카라이트 교도들이 존재하며, 주로 미국, 터키, 폴란드, 그 외 유럽 지역에 주로 위치해 있다.

#### 개종 과정
2016년 12월 7일, 이스라엘 수석 랍비청은 외국인 유대교 개종자들이 이스라엘에서 승인을 받아야 한다는 정책을 알렸으며, 이러한 개종 업무를 맡은 랍비들을 인가할 기준을 밝히겠다라고 약속하였다. 이 이전에 개종은 인가를 받을 필요가 없었다. 하지만, 1주 내로 수석 랍비청은 이전의 발언을 철회하고 개종의 기준을 공식화할 다섯 명으로 이뤄진 공동 위원회의 구성원들을 임명하였다.

### 사마리아인
이스라엘은 전세계에서 사마리아인의 상당한 인구가 위치한 유일한 본거지이다. 이들은 유대교와 유사한 아브라함계 종교 중 하나인 사마리아교의 신자들이다. 2007년 11월을 기준으로, 712명의 사마리아인들이 존재했다. 사마리아 공동체는 게리짐산의 키르야즈 루자(Kiryat Luza)와 홀로론에 거의 거주하고 있다. 이들의 전통적인 종교 지도자는 사마리아교의 고위 사제로, 현재는 아사베드엘 벤 아세르 벤 마츨리아흐이다. 조상 대대로, 이들은 요셉 지파 (에브라임 지파와 므나쎄 지파로 나뉘어 있음)와 레위 지파에서 내려온 이스라엘 민족 집단의 후손이라 주장한다 . 인구 조사에서 별도로 집계되었음에도 불구하고, 이스라엘 수석 랍비청은 사마리아인들을 법률에 따라 유대인들로 분류하였다.

### 기독교
이스라엘에서 영구 거주하는 대부분의 기독교인들은 아랍계이거나 다른 국가들에서 주로 교회 및 수도원에서 활동하기 위해 온 자들이다. 10개의 교회들이 이스라엘의 종파 체계에서 공식적으로 인가를 받은 곳들로, 혼인 및 이혼 같은 지위 문제의 자율적 조정을 제공한다. 이 10개의 교회들에는 가톨릭교회 (라틴 교회, 아르메니아 가톨릭교회, 마론 교회, 멜키트 그리스 가톨릭교회, 시리아 가톨릭교회, 칼데아 가톨릭교회 등 포함), 동방 정교회 (특히 그리스 정교회), 시리아 정교회, 성공회 등이다.
기독교도 아랍인들은 이스라엘에서 교육 수준이 뛰어난 계층들 중 하나이다. 마리브는 기독교인 아랍인들을 '교육 제도의 가장 성공적 예시'로 묘시하였는데, 기독교도 아랍인들은 이스라엘의 교육 체계를 거치는 다른 집단과 비교했을 때 교육 수준에서 가장 뛰어났기 때문이었다. 아랍계 기독교인들은 또한 고등교육 진학 면에서도 선두에 있으며, 이들은 이스라엘의 유대인, 드루즈인, 무슬림들보다 학사 및 학위에서 높은 취득율을 보인다.
또한 히브리 가톨릭교도 또는 유대교에서 가톨릭으로 개종한 히브리어 구사자들의 소규모 공동체도 존재한다. 2003년, 이스라엘의 히브리 가톨릭 공동체를 주관하기 위해 바티칸 측에서 처음으로 대주교 대사를 임명하였다.
역사 또는 전승 자료에 따르면, 예수 그리스도는 이스라엘 땅에 살다가 죽었고, 예루살렘의 성묘교회에 묻혔다고 전해지는데, 이 점이 그곳을 기독교에 있어 성지로 삼게 하고 있다. 그렇지만, 일부 기독교인들은 현재 무슬림 및 유대인과 대조되는 숫자의 규모로 이스라엘에 거주하고 있다. 이는 이슬람교가 중동의 거의 모든 지역에서 기독교를 대체하였고, 현대의 시오니즘의 발흥 및 이스라엘 국가 건국으로 이스라엘 지역으로 수백 만의 유대교인들이 이주해왔기 때문이다. 최근 들어, 이스라엘의 기독교 인구는 다수의 국가들에서 온 외국인 노동자들의 이주, 타종교와 혼인을 통해 비유대교인 배우자와 동반 이주 등으로 증가하고 있다. 여러 교회들이 텔아비브에서 신축되고 있다.

#### 동방 정교회 및 가톨릭 교회
이스라엘의 대부분의 기독교인들은 이스라엘의 전 지역, 특히 예루살렘 지역 내 다양한 교회당, 수도원, 신학대 등 종교 시설들을 주관하고 있는 동방 정교회와 가톨릭 교회의 분파에 주로 속해 있다.

#### 개신교
개신교 기독교인들은 이스라엘 시민권자 중에 1% 이하를 차지하지만, 외국의 복음주의 개신교들은 이스라엘 정부에 있어서 정치적 지지의 주요 원천이다 (기독교 시온주의 참조). 매년마다 수십만 명의 개신교 신자들이 관광객으로서 이스라엘을 찾는다.

#### 메시아 유대교

메시아 유대교의 상징인 예루살렘의 메시아 문장

메시아 유대교는 복음주의 기독교 내에서 일어났던 종교 운동이며 유대교의 요소들을 기독교의 교리과 결합시켜냈다. 그들은 삼위일체의 하나인 성부를 숭배한다. 이들은 예수 그리스도를 숭배하며, 그를 '예수아'라 지칭한다. 메시아 유대교인들은 예수가 메시아라고 믿는다. 이들은 예수가 그의 초기 제자들과 같은 유대교인이었음을 강조한다. 이스라엘의 메시아 유대교 대부분 신자들은 유대교의 절기를 기념하는 것을 선호하며 전통적 기독교와 그 상징들을 거부하고 있다. 신자들은 이스라엘의 귀환법에 따른 유대교인들로 여겨지지는 않지만, 이스라엘 내 추정상 유대인과 비아랍계 이스라엘인들을 모두 합해 10,000–20,000명이 존재하며, 이들 중 많은 수는 구 소련에서 온 최근의 이민자들이다. 예루살렘 내, 20개의 메시아 유대교 집회가 존재한다. 옹호론자들과 비평가들에 따르면 이스라엘에서 성장 중인 종교 집단이기도 하다. 이스라엘에서 유대인 기독교인들은 기독교인들에게 전통적 탈무드 명칭인 '노츠림' (나사렛 사람에서 비롯)보다는 '메시이키임'(Meshiykhiyyim, 메시아에서 비롯했으며 프란츠 델리취의 히브리어 신약성서에서 찾아볼 수 있음)을 사용했다.

### 이슬람교

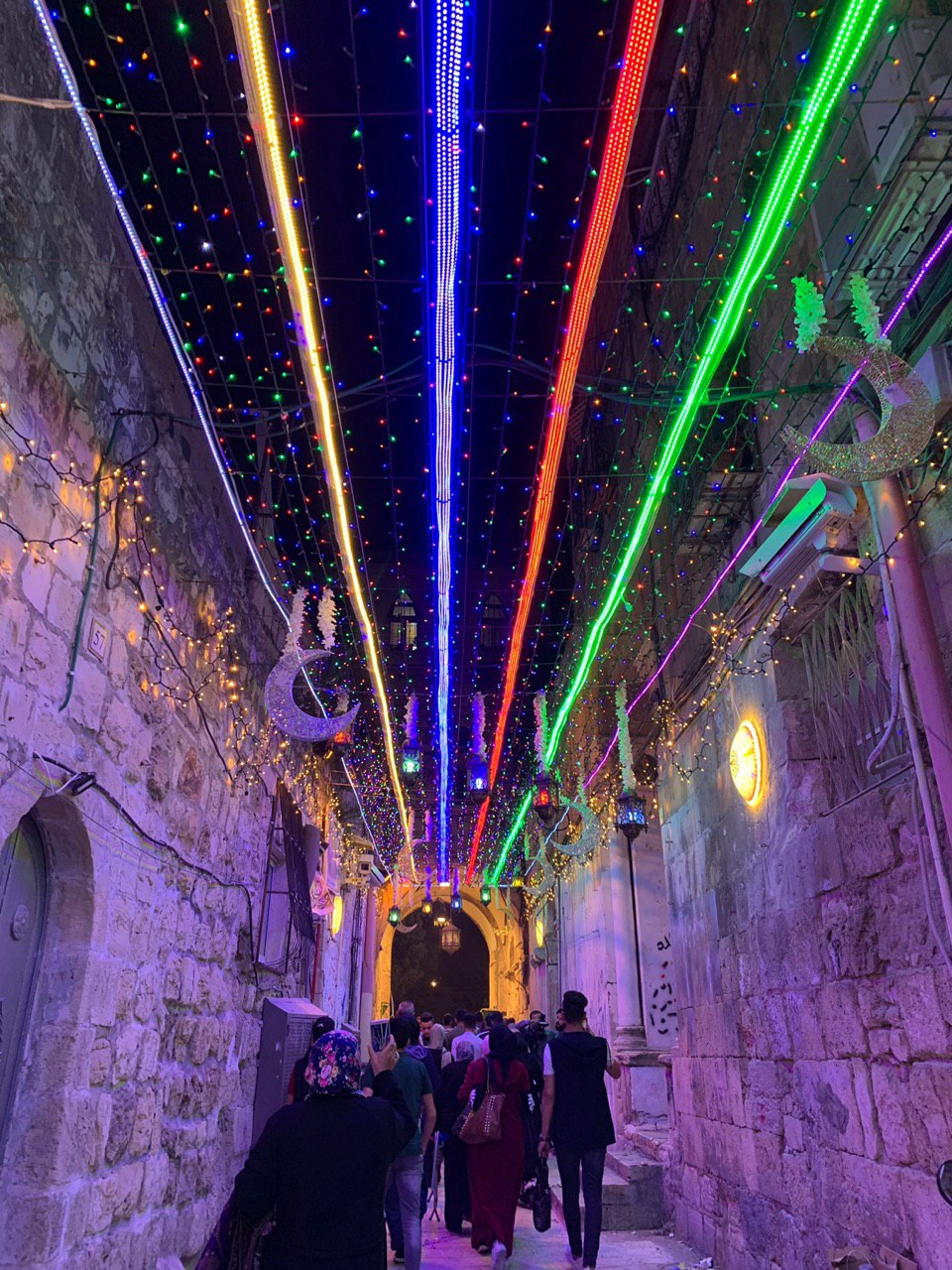
라마단 기간 장식된 예루살렘의 모습

예루살렘은 이슬람 세계에서 중요한 종교성을 띠는 도시이다. 1967년에 예루살렘 구도시를 점령한 이후, 이스라엘은 모리아산의 통제권을 확립하였는데, 이곳은 유대교 사원들을 비롯해 사우디아라비아의 메카, 메디나 다음으로 이슬람 세계에서 신성한 장소가 위치한 곳이었다. 이 '하람 알 샤리프'(성전산)를 무슬림들은 무함마드가 천국으로 승천한 곳이라 믿는다. 바위의 돔과 그 주변의 알아크사 모스크 등이 자리잡은, 이 산은 이슬람교에서 세 번째로 성스러운 곳이다 (유대교에서는 가장 성스러운 곳). 1967년 이래로, 이스라엘 정부는 와크프에게 이 지역을 관리할 권한을 부여했다. 이스라엘 정부가 무슬림 지역들을 파괴할 것이라는 소문이 무슬림들을 분노캐했다. 이 믿음은 성전산 근처에서 진행되고 있는 발굴과 관련이 있을 수 있으며, 이 발굴은 제1성전과 제2성전 시대의 고고학적 흔적들을 수집하고자 하는 의도이고, 일부 랍비와 활동가들이 알아크사를 파괴하고 제3성전을 세우려는 입장을 취하는 것과도 연관될 수 있다.
이스라엘의 대부분의 무슬림들은 수니파 아랍인과 소수의 아흐마디야파 아랍인들로 이뤄져 있다. 1516년부터 1917년까지, 수니파 오스만 튀르크 제국은 현재의 이스라엘을 포함한 지역을 다스렸다. 이들의 통치 방식은 중앙집권화를 강화하고 이 지역의 우세 종교로서 이슬람교의 중요성을 분명하게 이뤄냈다. 1917년 영국의 팔레스타인 정복과 직후 푸어 선언은 팔레스타인에 유대인들이 대거 유입될 수 있는 길을 열었으며, 시간이 지나면서 점점 더 유대교에 유리한 방향으로 균형을 기울게 만들었다. 그렇지만, 영국은 이 지역의 상징적 이슬람 통치를 사우드 가문이 아닌, 요르단을 근거로 하는 하심 가문에게 넘겨주었다. 따라서 하심 가문은 예루살렘과 그 근방, 특히 당시에 요르단이 다스리던 웨스트 뱅크 (1948년-1967년) 등에 대한 이슬람교 성지의 공식적 수호자가 되었다.
1922년에 영국은 팔레스타인 위임통치령에 최고 무슬림 평의회를 신설하고 아민 알후사이니 (1895년-1974년)를 예루살렘의 수석 무프티로 임명하였다. 평의회는 1951년 요르단 정부에 의해 해산되었다. 이스라엘의 무슬림들은 자신들의 학교에서 아이들에게 이슬람교를 가르치는 것이 자유로웠고, 이스라엘과 그 주변에는 다수의 이슬람 대학들이 많았다. 이슬람법은 주요 기독교 교회들에게 제공된 것과 같은 공식적인 승인 절차 없이 혼인, 이혼, 상속, 그 외 무슬림등과 관련된 가족 문제에 대한 내용들을 다루는 법률로서 남아 있었다. 유사하게  마찬가지로, 오스만 제국 법률은 오랜 기간 메젤레의 형태로 이스라엘 법의 중요한 부분, 예를 들어 토지 소유와 관련된 법의 기초로 남아 있었다.

#### 아흐마디야
아흐마디야는 이스라엘에서 소수 이슬람 종파이다. 이스라엘의 아흐마디야 무슬림 공동체의 역사는 공동체의 제2대 칼리파 미르자 바쉬르우드딘 마흐무드 아흐마드와 다수의 선교사들이 1924년에 중동으로 오면서 시작되었다. 그렇지만, 아흐마디야 공동체는 영국의 팔레스타인 위임통치령 시절인 1928년에 들어서야 이 지역에 처음 설립되었다. 최초의 개종자들은 예루살렘 인근의 작은 마을 니린에서 기원을 한 '오데흐'(Odeh) 부족이었다. 1950년대에 이들은 카바비르 (Kababir)에 정착하였고, 이후에 이 마을은 하이파에 흡수된다. 최초의 모스크는 1931년에 지어졌고, 마흐무드 모스크라는 이름의 규모가 큰 모스크는 1980년대에 지어졌다. 이스라엘은 아흐마디 무슬림들이 공개적으로 자신들의 이슬람 신앙을 따를 수 있는 중동 내 유일한 국가이다. 이스라엘 하이파에 위치한 카르멜산의 지역 중 하나인 카바비르는 아흐마디야의 중동 지역 본부 역할을 한다. 얼마나 많은 이스라엘의 아흐마디 신자들이 있는지 알려진 바는 없으며 카바비르에 약 2,200여 명이 있을 것으로 추정된다.

### 드루즈교

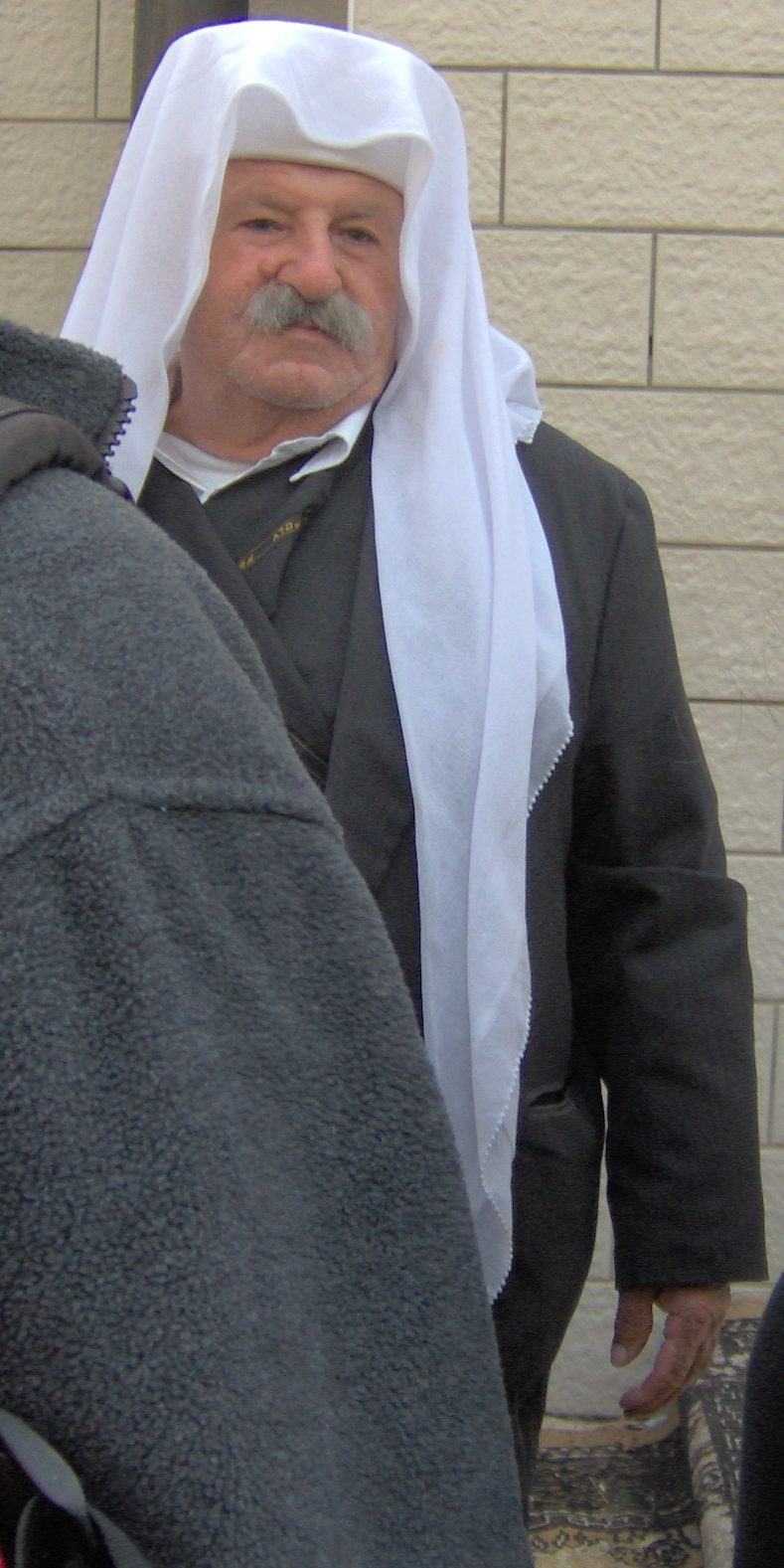
페키인의 드루즈교인

이스라엘은 고유의 영지주의적 종교를 따는 약 143,000명의 드루즈인들이 위치한 곳이다. 스스로를 '아흘 알타우히드' (Ahl al-Tawhid")와 '알무와히둔' (al-Muwaḥḥidūn", 각각 유일신의 사람들, 유일신교도 의미)이라 칭하는, 드루즈인들은 북부구, 하이파구의 남부, 골란 고원의 점령된 북부 지역에 주로 거주한다. 1957년 이래로, 이스라엘 정부는 드루즈의 지도자들의 요청에 따라 드루즈인들을 별도의 민족 공동체로 지정하기도 했다. 1993년에 사망할 때까지, 이스라엘의 드루즈 공동체는 국제적으로 드루즈 공동체 내에서 그의 시대를 대표하는 최고의 종교 지도자로 여겨지던 카리스마적 인물 샤이크 아민 타리프가 이끌었었다. 드루즈교 신앙이 본래 이스마일파에서 발전을 한 것이지만, 드루즈인들은 무슬림으로 인식하지 않고, 이슬람의 다섯 기둥을 받아들이지 않는다.

### 바하이교

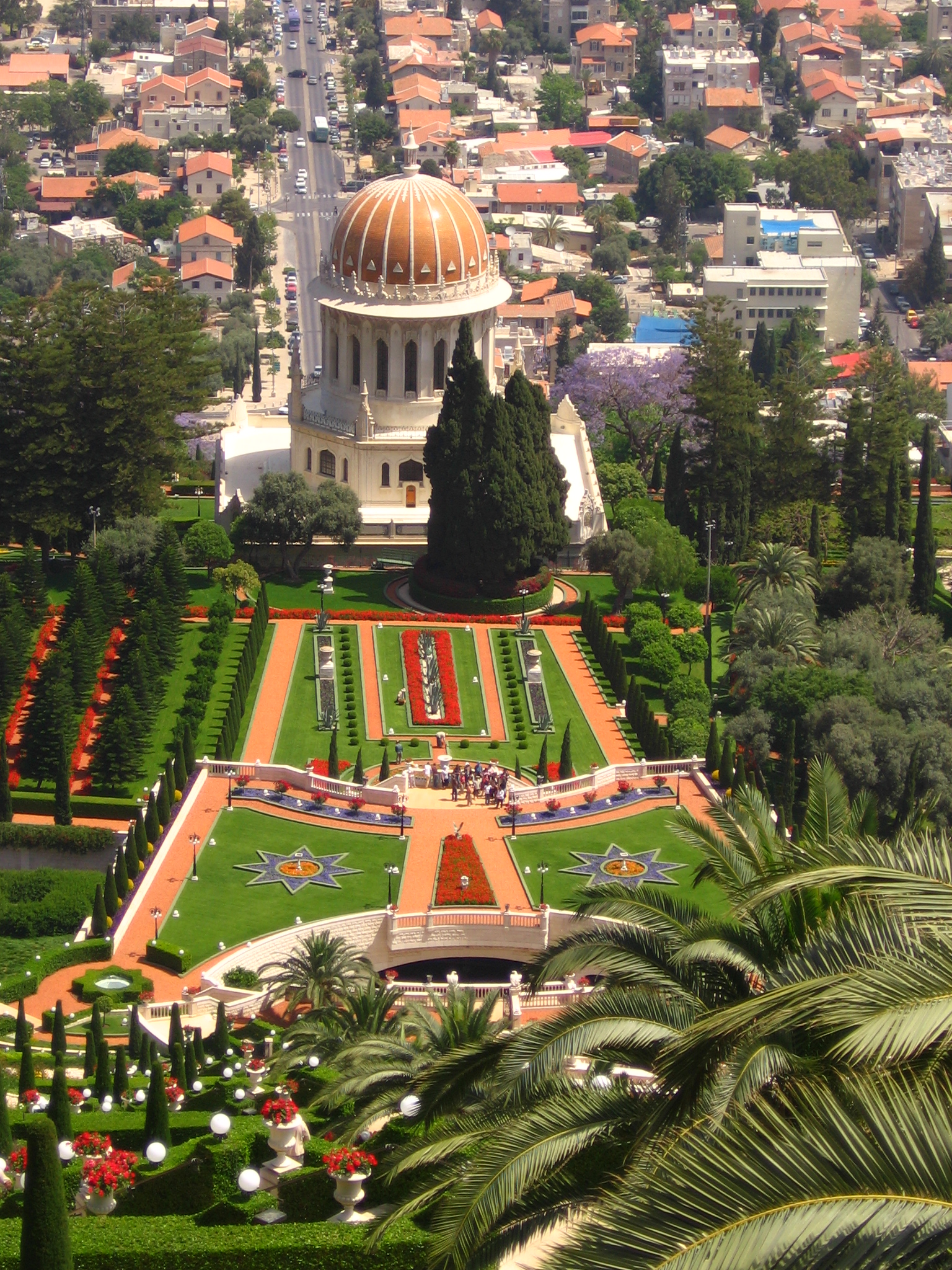
하이파의 카르멜산에 위치한 테라스 상단부에서 바압의 성소를 향해 바라본 모습

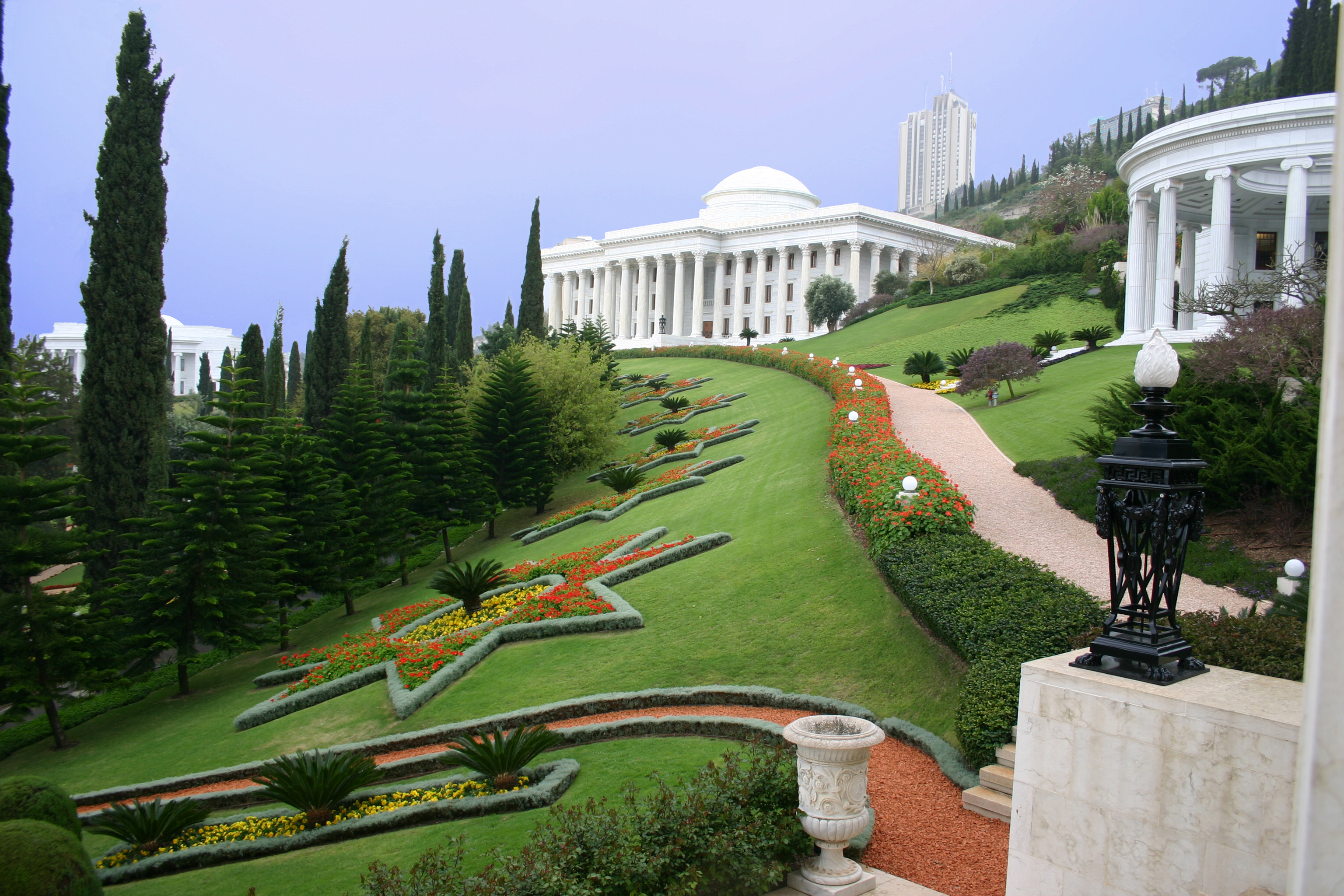
국제 기록 보관소 건물에서 바라본 바하이 아크

바하이교는 하이파에 행정 및 영적 중심지를 두고 있으며 1870년대 초 오스만 제국에 의해 바하올라가 아크레에 투옥된 이래로 이곳을 보유하고 있다. 바하이교의 하이파 지역 건설 프로젝트 과정은 하이파 시장 아므람 미츠나 (1993년-2003년)로부터 환영을 받고 있다. 1969년까지 거슬러 올라가면, 이스라엘의 출판물에서 주로 하이파를 중심으로 한 바하이 신자들의 존재가 언급되었다. 그 이후로 이스라엘의 일부 신문들은 급여 없이 보조금과 주거지원만을 받는 약 6-700명의 자원봉사자들로 된 바하이 신자들의 존재와, 만일 이스라엘 시민들이 이 종교로 개종을 원한다면 "바하이교는 이스라엘 국가 내에서 개종자를 찾거나 받아들이지 않는다"라는 말을 듣게 될 것이며 그들이 계속 고집한다면 이는 그들과 신 사이의 문제일 뿐이고 신앙인의 공동체에 가입하는 문제가 아니라는 점을 언급하였다. 바하이 신자들은 일반적으로 '확고한 정치적 정적'을 따르고 '이스라엘에서 어떠한 선교 활동도 하지 않는다'. 이스라엘 외부의 바하이 신자들조차도 이스라엘 시민들에게 자신들의 종교를 가르치지 않도록 지시를 받았다. 이스라엘 내 종교 상황은 1987년에 당시 부총리이자 외무 장관이던 시몬 페레스가 체결한 합의에서 '이스라엘 내 인가받은 종교'로 명시되어 있으며, 이 합의는 "바하이교의 성지들이 이스라엘에 위치해 있다는 점과, 세계정의원은 이스라엘 내 바하이 신앙의 성지들과 이스라엘 내 바하이 신자들의 기부금 등을 관리하는 바하이교의 국제 공동체의 신탁 기관임을 인정하고 있다. 이스라엘을 방문하길 원하는 다른 국가의 바하이 신자는 바하이교의 순례에 앞서 세계정의원의 승인이 요구된다.

### 힌두교
이스라엘 내 소규모 힌두교 공동체는 주로 크리슈나 의식국제협회의 대표들로 구성되어 있다. 2002년, 신자들의 대부분은 카지르하리쉬에 거주한다.

### 신이교주의
사회적 오명 또는 박해로 인해 정확한 신자의 수는 알려져 있지 않지만 (옛 추정치는 150명), 점차 젊은 이스라엘인들이 셈 신이교로 알려진 유대교 이전의 고대 가나안의 신들에 대한 다신교 숭배를 비밀리에 부활시키고 있다. 그 외에도, 켈트, 노르드, 위카 등 다른 신이교 전통을 숭배하고 있다.

## 특정 지역의 신성성

### 예루살렘

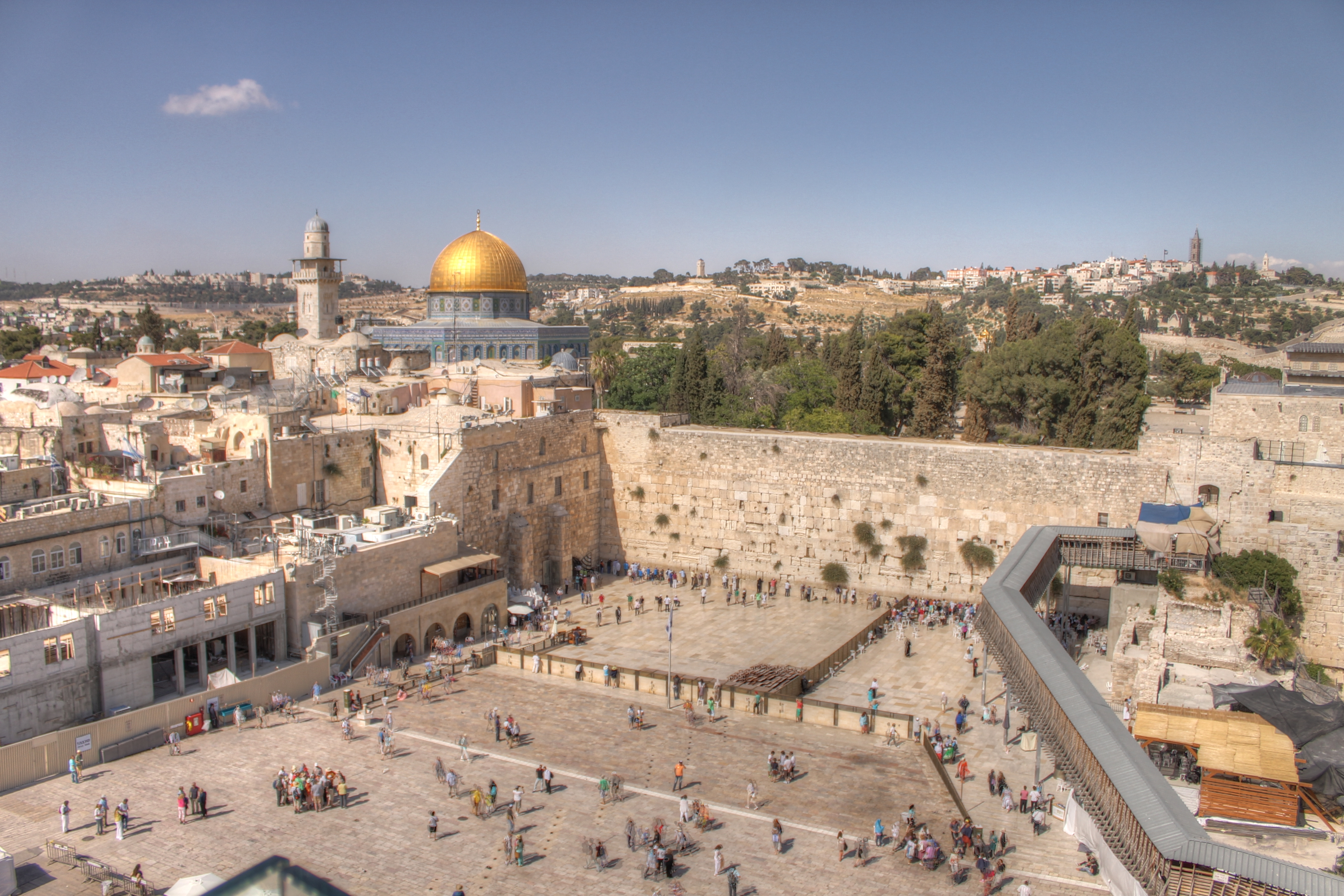
성전산 위에 위치한 통곡의 벽, 바위의 돔

예루살렘은 유대교, 기독교, 이슬람교 등의 세 일신교의 중요한 역할을 하고 하이파와 아크레는 네 번째 일신교인 바하이교에서 역할을 하고 있다. 게리짐산은 다섯 번째 일신교인 사마리아교에서 신성한 곳으로 여겨지는 곳이다. 예루살렘의 2000년 통계서에서 도시 내 시나고그가 1,204 개소, 교회당이 158개소, 모스크가 73개소가 있다고 기재되어 있었다. 평화롭게 종교의 공존을 유지하려는 노력에도 불구하고, 성전산 같은 일부 장소들은 지속적인 분열과 논쟁의 원천이다. 예루살렘은 기원전 10세기 이래로 유대교인들에게 신성하게 여겨지고 있다. 제2성전의 잔해인 통곡의 벽은 성전산 다음으로 유대인들에게 성지이기도 하다.
기독교는 예루살렘을 구약성서에서의 역할뿐만 아니라 예수의 생에서 가지는 그 중요성으로서도 숭배한다. 성묘교회가 현재 위치하고 있는 지역은 골고다로 여겨지는 최고 후보지 중 하나이기에 지난 2,000여 년간 기독교 순례지이었다. 1889년, 오스만 제국은 가톨릭교회 측에 팔레스타인 교회 체계를 재건하는 걸 허용하였다. 그리스 정교회, 아르메니아 사도교회, 시리아 정교회, 콥트 교회 등 그밖의 오래된 교회들 역시도 예루살렘에 다시 모습을 드러냈다.
예루살렘은 메카, 메디나 다음으로 이슬람교에서 세 번째로 신성한 도시이다. 성전산은 무슬림들에게 꾸란에서 언급된 이름에서 전래된 '마지드 알카사'로 알려져 있으며, 자미 알아크사와 바위의 돔 등 무슬림들이 무함마드가 하늘로 승천했다고 하는 사건을 기념하며 세워진 두 개의 이슬람교의 랜드마크가 위치해 있는데, 바위의 돔에는 특히 무함마드가 올라서서 승천했다고 전해지는 기반석이 있다.

### 그 외
바하이교에서 하이파와 아크레의 중요성에 대해서는 바하올라와 관련이 있으며, 그는 아크레에서 감금되어 인생의 말년을 그곳에서 보냈다.
게리짐산은 사마리아인들에게 성지로, 이들은 그곳을 자신들의 사원으로 사용하고 있다.

## 종교 관계

### 유대교 공동체
이스라엘은 일반적으로 종교의 자유를 존중한다. 프리덤 하우스는 이스라엘에 대해 "종교의 자유가 존중받고 있다. 종교별 공동체는 자신들 신자의 혼인, 장례, 이혼 등 문제에 대한 관할권을 갖고 있다"라고 하였다.
유대교의 '하레디'와 비하레드 이스라엘계 유대교인 간 사이의 종교적 갈등이 존재한다. 하레디의 이스라엘 남성들은 자신들의 젊은 시절을 전부 탈무드 연구에 바치고 있어 보통은 이스라엘 방위군의 군 복무 면제를 받는다. 하레디의 다수 지도자들은 표면적으로는 자신들의 '연구생'들을 세속화시키려는 이스라엘군의 영향력을 막아내기 위해, 군복무 의무에서 면제가 적용되도록 조장하고 있다. 수년이 흘러, 면제자 수가 징병 가능한 인력의 약 10%에 이르도록 늘어났다. 많은 세속주의 이스라엘인들은 이 면제가 하레디 사회의 상당 부분이 조직적으로 애국적 의무를 회피하는 것이라고 간주한다.
하레디 이스라엘인들은 하레디 정치 세력들로 대표되는데, 이는 비례대표제 하의 모든 소수 정당과 마찬가지로 연정이 선거 이후 협상이 필요할 때 과잉된 정치적 영향력을 행사할 수도 있었다. 2008년 6월 기준, 크네세트에는 세파르디와 미즈라힘을 대표하는 샤스와, 데겔 하토라 (리투아니아 하레디)와 아구닷 이스라엘로 이뤄진 연립 정당인 유대교 토라 연합 등 주요 하레디 정당 두 개가 존재한다. 쉬누이 정당은 하레디 정당들의 영향력에 대한 반발과, 다른 비종교 정당에서 다루지 않은 세속주의 유대교인들의 이익을 대표하기 위해 만들어졌다.
정통파 당국과 보수파 및 개혁파 운동 간의 갈등 역시도 존재한다. 오직 정통파 유대교만이 이탈리아 내에서 공식적으로 인정받고 있다 (이스라엘 밖에서 보수 및 개혁파 성향의 성직자들이 행한 개종은 귀환법의 의도에 따라 받아들여질 수도 있다). 이런 결과에 따라, 보수 및 개혁파 시나고그는 최소한의 정부 자금 및 지원을 받고 있다. 보수파와 개혁파 랍비들은 종교 의식 및 혼인, 이혼, 개종 등의 업무를 수행할 수 없고, 그들이 행한 것들은 유효한 것으로 여겨지지 않는다. 보수파와 개혁파 유대인들은 여성의 참여에 대해 금지하고 있는 정통파의 교칙을 어기고 있다는 근거로 통곡의 벽에서의 종교 행사 참여가 금지되어 있다.
메하드린 버스 노선을 두고 갈등 역시 존재하는데, 이 버스 노선은 하레디 인구 중심지들 사이를 잇기 위해 주로 운행되는 이스라엘 내 버스 노선으로, 성별 분리가 적용되고 있다. 비하레디 여성 승객들은 괴롭힘 및 버스의 뒤쪽 좌석으로 앉도록 강요받고 있다고 불만을 토로하고 있다. 2011년 1월 판결에서, 이스라엘 고등 법원은 성별 분리가 위법이라는 견해를 밝히고 메하드린 공공 버스를 폐지시켰다. 하지만, 법원의 판결은 성별 분리를 완전히 자발적으로 한다는 전제 하에서 1년간의 유예 기간을 주며 버스 내 성별 분리의 유지를 허용하였다.

### 유대교인과 기독교인 사이
메시아 성향의 신자들로 이뤄진 메시아 유대교인들은 이스라엘 내 가장 활발한 선교 활동을 하고 있는 이들이다. 이들의 선교 행위는  하레디 성향의 반선교 집단인 '야드 레아킴'의 데모 및 간헐적인 시위를 직면하고 있고, 이들은 메사이 유대교와 더불어 크리슈나 의식국제협회 같은 다른 선교 단체들에 침투하여 이들의 활동에 대해 방대한 기록을 남기고 있다. 다른 유대교인들을 전도하려는 메시아 유대교인들의 시도는 많은 종교적 성향의 유대인들에게 '아보다 자라' (외국에 대한 숭배 및 우상 숭배)에 대한 선동으로 보여진다. 수 년이 흘러, 메시아 집회에 대한 방화 시도가 있었다. 또한 메시아 유대교인들에 공격과 오르예후다에 뿌려진 신약성서 수백 권이 불태워지기도 했다. 선교 활동 자체가 이스라엘 내에서 불법은 아니지만, 돈이나 물질적인 유인책을 제공하면 불법이다. 과거에 선교 활동을 전면 금지하는 법안이 발의된 바 있다.
이스라엘 내 일부 정통파 유대교 공동체는 기독교 선교사들과 공동체 등에 폭력력 행위를 포함하여 같은 지역 내 기독교 공동체들에 대한 부정 고정관념과 희생양화에 대한 조사를 받은 바 있다.
이스라엘 내 기독교 성직자의 잦은 불만 중 하나는 유대교인들에게 침을 맞는 것인데, 보통 하레디 성향의 예시바 학생들이 그러하다고 한다. 반명예훼손연맹은 종파 간의 공격 행위를 반대할 것을 공개적으로 밝히라 수석 랍비를 촉구한 바 있다.
이스라엘은 종교적으로 중요한 때 출입을 허가하지 않으며 팔레스타인 기독교인들의 기독교 의식을 방해한 혐의를 받고 있다. 이스라엘 자연 공원국은 기독교 성지들을 침범한 혐의를 받고 있다.
2023년 1월, 정치적 극우 및 종교적 시온주의 정당들의 성장으로, 대담해진 유대교 극단주의자들이 기독교 무덤 유적들을 파괴하였다.

## 혼인과 이혼
최근 들어, 이스라엘은 공식 종교 당국 (정통파 유대교, 기독교, 이슬람교, 드루즈교, 그 외)의 주재 하에서 같은 종교를 믿는 여성과 남성 간의 혼인이 이뤄졌을 경우에 혼인 허가증을 발급하고 있다. 민간 혼인은 외국에서 행해졌을 경우에만 공식 인정을 받았었지만, 2010년 이스라엘 법 개정으로 인해, 종교가 없음을 증명한 사람들도 이스라엘에서 세속적 결혼을 할 수 있게 되었다. 이 변화는 세속 집단들과 더불어 유대교 내 비정통파 신자들에게도 중요한 문제이다. 민간 혼이 이스라엘 내 유대인을 ‘유대인과 결혼할 수 있는 사람’과 ‘결혼할 수 없는 사람’으로 나누어, 유대 국가의 정체성을 유지하는 데 영향을 미칠 수 있다는 우려가 있다.

## 이스라엘 내 종교 공동체에 대한 상대적 규모
인구조사 결과는 천 단위로 표시.
| 연도 | 드루즈교도 | 드루즈교도 | 기독교도 | 기독교도 | 이슬람교도 | 이슬람교도 | 유대교도 | 유대교도 | 합계    |
| 연도 | 수         | %          | 수       | %        | 수         | %          | 수       | %        | 합계    |
| ---- | ---------- | ---------- | -------- | -------- | ---------- | ---------- | -------- | -------- | ------- |
| 1948 | ...        |            | ...      |          | ...        |            | 758.7    |          | ...     |
| 1950 | 15.0       | 1.09%      | 36.0     | 2.63%    | 116.1      | 8.47%      | 1,203.0  | 87.80%   | 1,370.1 |
| 1960 | 23.3       | 1.08%      | 49.6     | 2.31%    | 166.3      | 7.73%      | 1,911.3  | 88.88%   | 2,150.4 |
| 1970 | 35.9       | 1.19%      | 75.5     | 2.50%    | 328.6      | 10.87%     | 2,582.0  | 85.44%   | 3,022.1 |
| 1980 | 50.7       | 1.29%      | 89.9     | 2.29%    | 498.3      | 12.71%     | 3,282.7  | 83.71%   | 3,921.7 |
| 1990 | 82.6       | 1.71%      | 114.7    | 2.38%    | 677.7      | 14.05%     | 3,946.7  | 81.85%   | 4,821.7 |
| 2000 | 103.8      | 1.63%      | 135.1    | 2.12%    | 970.0      | 15.23%     | 4,955.4  | 77.80%   | 6,369.3 |
| 2010 | 127.5      | 1.66%      | 153.4    | 1.99%    | 1,320.5    | 17.16%     | 5,802.4  | 75.40%   | 7,695.1 |
| 2011 | 129.8      | 1.66%      | 155.1    | 1.98%    | 1,354.3    | 17.28%     | 5,907.5  | 75.38%   | 7,836.6 |
| 2012 | 131.5      | 1.65%      | 158.4    | 1.98%    | 1,387.5    | 17.38%     | 5,999.6  | 75.14%   | 7,984.5 |
| 2013 | 133.4      | 1.64%      | 160.9    | 1.98%    | 1,420.3    | 17.46%     | 6,104.5  | 75.04%   | 8,134.5 |
| 2014 | 135.4      | 1.63%      | 163.5    | 1.97%    | 1,453.8    | 17.52%     | 6,219.2  | 74.96%   | 8,296.9 |
| 2015 | 137.3      | 1.62%      | 165.9    | 1.96%    | 1,488.0    | 17.58%     | 6,334.5  | 74.84%   | 8,463.4 |
| 2016 | 139.3      | 1.61%      | 168.3    | 1.95%    | 1,524.0    | 17.66%     | 6,446.1  | 74.71%   | 8,628.6 |
| 2017 | 141.2      | 1.60%      | 171.9    | 1.95%    | 1,561.7    | 17.75%     | 6,554.5  | 74.50%   | 8,797.9 |
| 2018 | 143.2      | 1.60%      | 174.4    | 1.95%    | 1,598.4    | 17.82%     | 6,664.4  | 74.32%   | 8,967.6 |
| 2019 | 145.1      | 1.59%      | 177.2    | 1.94%    | 1,635.8    | 17.90%     | 6,773.2  | 74.10%   | 9,140.5 |
| 2020 | 146.8      | 1.58%      | 179.5    | 1.93%    | 1,671.3    | 17.99%     | 6,873.9  | 73.99%   | 9,289.8 |
| 2021 | 148.6      | 1.57%      | 183.2    | 1.93%    | 1,708.9    | 18.07%     | 6,982.6  | 73.86%   | 9,453.0 |

2011년, 25,000명으로 추정된 비아랍계 기독교인들이 '유대교도 및 그 외'로 집계되었다.

## 같이 보기
- 이스라엘의 인구
- 이스라엘의 문화
- 헤스데
- 유대교 종파
- 팔레스타인의 기독교인
- 셰룻 레우미
- 현황 (이스라엘)
- 탈 위원회

## 참조 문헌
- Aran, Gideon (2004) [1990]. 〈From Religious Zionism to Zionist Religion〉.   Goldscheider, Calvin; Neusner, Jacob. 《Social Foundations of Judaism》 Reprint판. Eugene, Or: Wipf and Stock Publ. 259–282쪽. ISBN 1-59244-943-3.
- Aran, Gideon (1991). 〈Jewish Zionist Fundamentalism: The Bloc of the Faithful in Israel (Gush Emunim)〉.   Marty, Martin E.; Appleby, R. Scott. 《Fundamentalisms Observed》. The Fundamentalism Project, 1. Chicago, Il; London: University of Chicago Press. 265–344쪽. ISBN 0-226-50878-1.
- Beit-Hallahmi, Benjamin (2011). 〈Jewish Religious Life in State of Israel〉.   Berlin, Adele. 《The Oxford Dictionary of the Jewish Religion》 2판. Oxford; New York: Oxford University Press. 385–387쪽. ISBN 978-0-19-975927-9.
- Bilu, Yoram (2004). 〈The Sanctification of Space in Israel: Civil Religion and Folk Judaism〉.   Rebhum, Uzi; Waxman, Chaim I. 《Jews in Israel: Contemporary Social and Cultural Patterns》. Brandeis University Press. 371–393쪽.
- Cohen, Asher; Susser, Bernard (2000). 《Israel and the Politics of Jewish Identity: The Secular-Religious Impasse》. Baltimore, Md: Johns Hopkins University Press. ISBN 9780801863455.
- Deshen, Shlomo (2004) [1990]. 〈The Social Foundation of Israeli Judaism〉.   Goldscheider, Calvin; Neusner, Jacob. 《Social Foundations of Judaism》 Reprint판. Eugene, Or: Wipf and Stock Publ. 212–239쪽. ISBN 1-59244-943-3.
- Deshen, Shlomo; Liebman, Charles S.; Shokeid, Moshe, 편집. (2017) [1995]. 《Israeli Judaism: The Sociology of Religion in Israel》. Studies of Israeli Society, 7 Reprint판. London; New York: Routledge. ISBN 978-1-56000-178-2.
- Ezrachi, Elan (2004). 〈The Quest for Spirituality among Secular Israelis〉.   Rebhum, Uzi; Waxman, Chaim I. 《Jews in Israel: Contemporary Social and Cultural Patterns》. Brandeis University Press. 315–330쪽.
- Ferziger, Adam S. (March 2008). "Religion for the Secular: The New Israeli Rabbinate," Journal of Modern Jewish Studies 7, 1. pp. 67-90.
- Ferziger, Adam S. (2016). "Foreign Ashes in Sovereign Space: Cremation and the Chief Rabbinate of Israel, 1931–1990," Jewish Studies Quarterly 23, 4. pp. 290-313.
- Karesh, Sara E.; Hurvitz, Mitchell M. (2005). 〈Israel〉. 《Encyclopedia of Judaism》. Encyclopedia of World Religions. J. Gordon Melton, Series Editor. New York: Facts On File. 235–237쪽. ISBN 0-8160-5457-6.
- Liebman, Charles S., 편집. (1990). 《Religious and Secular: Conflict and Accommodation between Jews in Israel》. New York: Keter Publ. House. ISBN 0962372315.
- Liebman, Charles S. (1993). 〈Jewish Fundamentalism and the Israeli Polity〉.   Marty, Martin E.; Appleby, R. Scott. 《Fundamentalisms and the State: Remaking Polities, Economies, and Militance》. The Fundamentalism Project, 3. Chicago, Il; London: University of Chicago Press. 68–87쪽. ISBN 0-226-50883-8.
- Liebman, Charles S. (1997). 《Religion, Democracy, and Israeli Society》. London; New York: Routledge. ISBN 90-5702-012-2.
- Charles S. Liebman (1998). Modern Orthodoxy in Israel. Judaism, Fall.
- Liebman, Charles S.; Cohen, Steven Martin (1990). 《Two Worlds of Judaism: The Israeli and American Experiences》. New Haven, Conn: Yale University Press. ISBN 9780300047264.
- Liebman, Charles S.; Don-Yehiya, Eliezer (1983). Civil Religion in Israel: Traditional Judaism and Political Culture in the Jewish State. Berkeley, Ca: University of California Press. ISBN 0-520-04817-2
- Mazie, Steven V. (2006). Israel's Higher Law: Religion and Liberal Democracy in the Jewish State. Lexington Books.
- Melton, J. Gordon; Baumann, Martin, 편집. (2010). 〈Israel〉. 《Religions of the world: a comprehensive encyclopedia of beliefs and practices》 4 2판. Santa Barbara, Ca; Denver, Co; Oxford: ABC-Clio. ISBN 978-1-59884-203-6.
- Mor, Menachem; Reiterer, Friedrich V.; Winkler, Waltraud, 편집. (2010). 《Samaritans: Past and Present: Current Studies》. Studia Samaritana, 5 & Studia Judaica, 53. Berlin: De Gruyter. ISBN 978-3-11-019497-5.
- Peled, Yoav and Hurit (2018). The Religionization of Israeli Society. London; New York: Routledge.
- Posner, Sarah (2012년 11월 29일). “Kosher Jesus: Messianic Jews in the Holy Land”. 《The Atlantic》.
- Pummer, Reinhard (1987). 《The Samaritans》. Leiden: E. J. Brill. ISBN 90-04-07891-6.
- Ravitzky, Aviezer (1996) [1993]. 《Messianism, Zionism, and Jewish Religious Radicalism》. 번역 Michael Swirsky and Jonathan Chipman. Chicago, Il: University of Chicago Press. ISBN 0-226-70577-3.
- Rosenak, Michael (1993). 〈Jewish Fundamentalism in Israeli Education〉.   Marty, Martin E.; Appleby, R. Scott. 《Fundamentalisms and Society: Reclaiming the Sciences, the Family, and Education》. The Fundamentalism Project, 2. Chicago, Il; London: University of Chicago Press. 374–451쪽. ISBN 0-226-50880-3.
- Schweid, Eliezer (2004). 〈Judaism in Israeli Culture〉.   Rebhum, Uzi; Waxman, Chaim I. 《Jews in Israel: Contemporary Social and Cultural Patterns》. Brandeis University Press. 243–264쪽.
- Sela, Shulamit (1994). “The Head of the Rabbanite, Karaite and Samaritan Jews: On the History of a Title”. 《Bulletin of the School of Oriental & African Studies》 (University of London) 57 (2): 255–267. doi:10.1017/S0041977X00024848.
- Spector, Stephen (2008). 《Evangelicals and Israel》. Oxford University Press. ISBN 9780195368024. LCCN 2008026681.
- Tabory, Ephraim (2004) [1990]. 〈Reform and Conservative Judaism in Israel〉.   Goldscheider, Calvin; Neusner, Jacob. 《Social Foundations of Judaism》 Reprint판. Eugene, Or: Wipf and Stock Publ. 240–258쪽. ISBN 1-59244-943-3.
- Tabory, Ephraim (2004). 〈The Israel Reform and Conservative Movements and the Marker for the Liberal Judaism〉.   Rebhum, Uzi; Waxman, Chaim I. 《Jews in Israel: Contemporary Social and Cultural Patterns》. Brandeis University Press. 285–314쪽.
- Troen, Ilan (April 2016). Secular Judaism in Israel, Society, Vol. 53, Issue 2.
- Waxman, Chaim I. (1993). 〈Religious Culture and Politics in Israel〉.   Wertheimer, Jack. 《The Modern Jewish Experience: A Reader's Guide》. New York; London: NYU Press. 201–212쪽. ISBN 0-8147-9261-8.
- Waxman, Chaim I., 편집. (1994). 《Israel as a Religious Reality》. Orthodox Forum Series. Northvale, NJ: Jason Aronson. ISBN 9781568210773.
- Waxman, Chaim I. (2004). 〈Religion in the Israeli Public Square〉.   Rebhum, Uzi; Waxman, Chaim I. 《Jews in Israel: Contemporary Social and Cultural Patterns》. Brandeis University Press. 221–242쪽.
- Waxman, Chaim I., 편집. (2008). 《Religious Zionism Post Disengagement: Future Directions》. Orthodox Forum Series. New York: Michael Scharf Publ. Trust, Yeshiva University Press. ISBN 978-1-60280-022-9.